# エセックス級航空母艦
エセックス級航空母艦 (エセックスきゅうこうくうぼかん、英語: Essex-class aircraft carrier) は、アメリカ海軍の航空母艦の艦級。1942年から1946年にかけて計23隻が就役し（1950年に追加で未成艦1隻が大規模な改修を施して就役）、アメリカ海軍史上、艦隊型空母としては最多の建造数となった。
第二次世界大戦開戦時におけるアメリカ海軍の空母の理想像を具現化した艦であり、また第二次世界大戦後もジェット機対応などの改修を受けつつベトナム戦争まで運用され、アメリカ海軍の艦隊航空兵力の一翼を担った。

## 概要
1938年3月、アメリカ海軍は第二次ロンドン軍縮条約のエスカレーター条項によって、4万トンの空母建造枠を得た。これによりアメリカ海軍は2万トン型の空母2隻を新たに建造することを決めた。だが、艦艇の設計担当である艦船局が多くの新型戦艦設計案を進めており、新型空母を設計する余裕がなかったこともあって、1隻は1938年度計画として基準排水量19,600トンのヨークタウン級改正型（後の「ホーネット」）を建造し、もう1隻は1939年度計画として新規設計艦を建造することを決めた。
新型空母はヨークタウン級より全ての性能を上回ることが要求に上げられた。しかし、建造可能枠は残り20,400トンしかなく、更に要求の増大もあって設計がまとまらなかったため、ヨークタウン級4番艦「エセックス」として建造される可能性も浮上していた。しかし第二次世界大戦による無条約時代の到来に伴い、ヨークタウン級を大幅に拡大した基準排水量27,100トンの大型空母として建造されることとなった。
排水量の制限撤廃に伴い、艦船局への要求もより具体的となった。
1. 4個飛行隊（72機）の同時発艦可能な飛行甲板の長さを確保する
2. 艦内区画を細分化することによる被弾被害拡大の局限、三重底採用を含む水中防御の強化
3. 「ヨークタウン級」よりも航空燃料搭載量を25%増加
4. 格納庫甲板の装甲化などによる耐弾防御力の強化
5. 5インチ対空砲の装備数を4門増加
6. 速度性能維持のため機関出力を増大

艦船局はこれらの要求をかなえるため、設計案を数案まとめて、そのなかでCV9-F案が新型空母エセックス級の最終案となった。第二次世界大戦の勃発に伴い、1940年の第三次海軍拡張法、両洋艦隊法によって大量建造が決定され、1940年から1943年まで予算の成立した32隻が発注されて、第二次世界大戦の終了にともないキャンセルされた8隻を除く24隻が、1942年から1950年の間に就役した。
エセックス級空母は、それまでのアメリカ軍空母設計における成功や失敗を基礎にして設計され、種々の問題はあったものの全体的な完成度は高く、空母設計の傑作であったとも評される。アメリカの大きな国力もあって大量に建造されたエセックス級空母は、太平洋戦争で日本海軍を打ち負かす立役者となり、アメリカ軍はエセックス級空母の活躍という成功経験により、今日まで空母を重視してきたという意見もある。

## 設計

### 船体

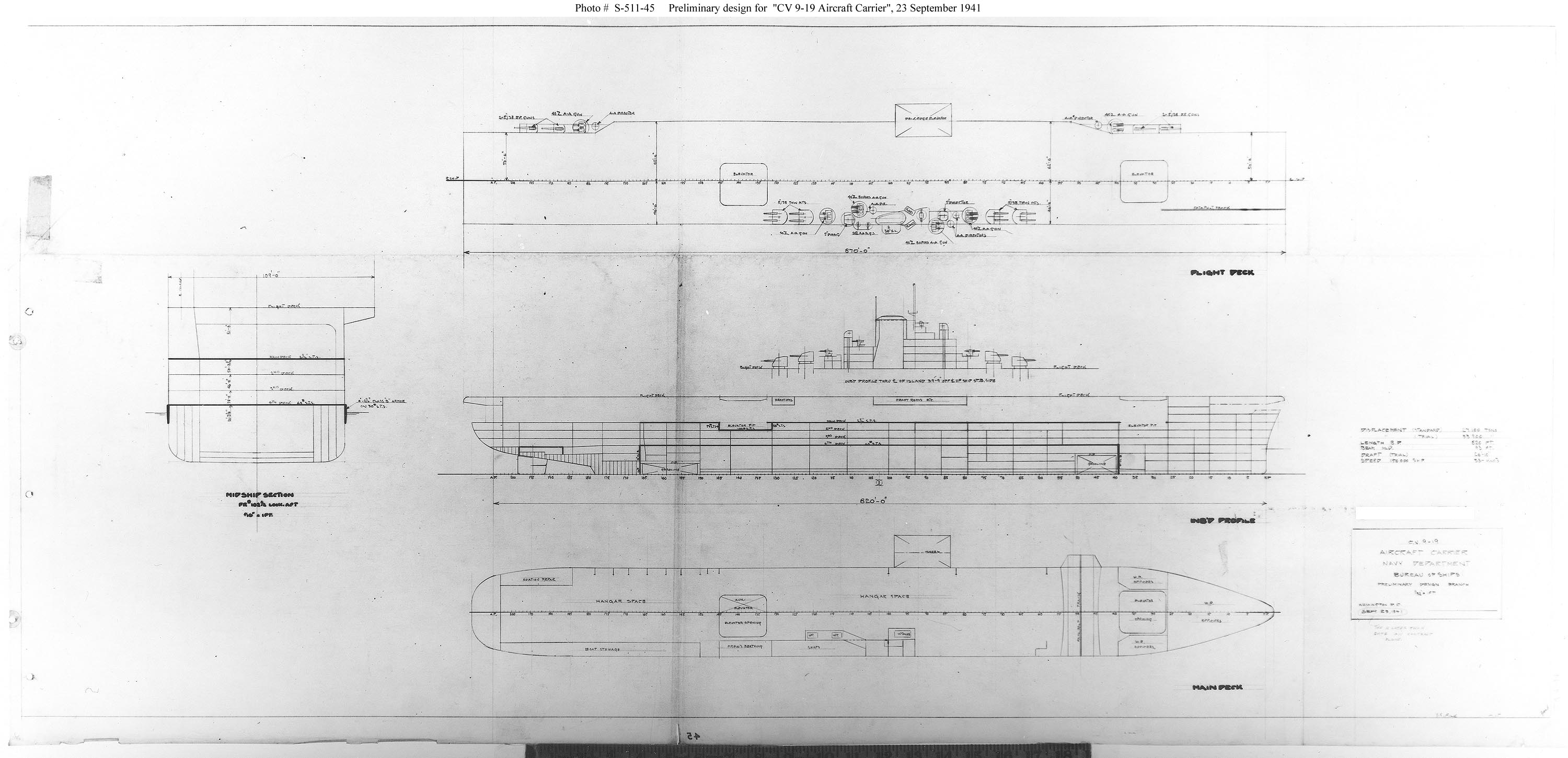
エセックス級の設計案

主船体は全通した飛行甲板と、その下に第1から第4までの4層の全通甲板をもつ船首楼型を採用している。艦底部は3重底で、喫水線長が249.9m、喫水線幅が28.4mであり、喫水線長：喫水線幅の比率が8.8倍で、これはヨークタウン級航空母艦の9.3倍と比較すると、やや肥えた船形になった。そのため、エセックス級空母がパナマ運河を通るときには、装備されている対空火器のいくつかを外さないと運河を通過できなかった。
飛行甲板の長さは262.9m、幅は32.9m、ヨークタウン級より長さで18.3m長く、幅で6.7m広かった。格納庫の長さは199.3m、幅は21.3m、天井までの高さは5.3mでヨークタウン級よりやや高く、格納庫はローラーカーテン式の防火壁で仕切ることができて、格納庫内の火災の拡大を防げるようになっていた。アイランドは飛行甲板右舷で、艦橋構造、三脚マスト、煙突が一体化されていた。主船体は機関室を中心に両舷により4層の縦隔壁を設けていたが、バルジは造られていない。レキシントン級では舷側の防御層を重油やガソリン貯蔵タンクとして使用していたがガソリン漏れの危険性が有った｡エセックス級ではガソリン庫を艦の前後底部に設置し漏洩防止のための､さまざまな工夫を施していた｡
1943年の対空火器改善計画に伴い、「シャングリラ」、「タイコンデロガ」をはじめとする艦は艦首を延長する等の設計変更のうえで起工された。これらを「短船体型 ("short-hull"group) / 長船体型 ("long-hull"group)」「初期/後期建造艦」「タイコンデロガ級」などと分類する資料もあるがあくまでも非公式な区分であり、「ボノム・リシャール」は原型のままだがこれらの艦よりも遅く起工されているので建造時期で区別できるものでもない。計画トン数も同一となっている。アメリカ海軍においては後期型を「LIST3型」、原型を「LIST1型」と呼称していた。戦後、LIST3型は「長船体型」、LIST1型は「短船体型」として呼ばれるようになったが、喫水線長は両型とも同じ長さであった。
第1甲板より下層の部分は船体内で密閉区画となることから、船体後部第2甲板レベルに設けられたダクトから給気されていたが、このダクトが陰圧となっていたため、「レキシントン」で発煙剤タンクが破損した時にこのダクトを通じて艦内に煙が充満するという事態になり、以後改良された。飛行甲板後部が搭載機で満載された状況に備えて、艦首側から飛行甲板前部に着艦が可能とするように船体の前と後が似たような形状 (Double-ended) になり、後進速度も設計考慮事項だった。
飛行甲板右舷側にはマストが設置されており、起倒式となっている。本数は艦ごと、また時期によって変遷がみられる。最初期の艦は骨組状のマストを計5基搭載して竣工したが、途中から設計変更で4基に減じ、艦によっては改修工事で後部の2基を撤去して代わりにホイップアンテナ状のものを数本搭載した。

### 航空艤装[2]
飛行甲板は長さ262.7m×幅32.9mを確保し、計画段階では油圧カタパルトを飛行甲板に2基、格納庫甲板に1基搭載が予定されていた。ところが、装備を予定していたH4型の開発が間に合わず、1番艦の「エセックス」はカタパルト未装備のまま就役し、翌年H2-1型を飛行甲板に装備した。H4型カタパルトの装備は二番目に就役した「レキシントン」からで（1基装備）、3番目の「ヨークタウン」からは当初計画どおり2基装備となった。その後能力を向上させたH4A型、H4B型が開発され、エセックス級の後続艦に装備され、初期の艦も換装した。
格納庫甲板は舷側から横向きに直接射出できるようにする意図で設けられ、こちらは軽量な小型機だけに対応し、非使用時には上側に跳ね上げて格納する形式であった。しかし運用上メリットが少なく、1943年中盤には全ての艦から撤去された。
アレスティング・ギア（艦載機の進入方向と直角に複数の制動索を配置し、着艦した機を制動・停止させる役割）は、当初Mk.4 mod.3Aが10基前後搭載され、のちに能力向上型のMk.5も装備化された。「ベニントン」は当初よりMk.5を装備していた艦のひとつだが、このために不具合の生じた艦載機の収容を任されることがあり、「"Cripple Ship"」などとも呼ばれた。初期の艦は艦首側からも着艦できるよう飛行甲板前部にもアレスティング・ギアを装備していたが、1944年頃までに撤去されている。
エレベーターは従来型のインボード式（飛行甲板上に設置）のもの (14.7m×13.5m、力量12.7t) を前部と後部に設置したほか、船体中央部の左舷にデッキサイド式のもの (18m×10m、力量8.2t) を装備し、計3基となった。

### 防御力
当初、エセックス級は飛行甲板に装甲板を施す計画であったが、検討を重ねた結果、装甲板による重量増のデメリットが大きいという結論に至り、飛行甲板の装甲板化は見送られた。最も大きいデメリットは、艦載機の搭載機数が2/3以下程度に減ってしまうということであった。エセックス級の飛行甲板はわずか5mmの特殊処理鋼 （Special Treatment Steel）の鋼板に10cmのチーク材を張っただけのものであった。
飛行甲板下の第1甲板は、航空機格納庫の床面であるとともに64mmの特殊処理鋼の装甲板が張られていた。第1甲板上の航空機格納庫側面には装甲はなく、開放型の格納庫となっていた。開放型格納庫は航空機の整備が容易で、高温多湿の太平洋戦線には適応しているという利点もあったが、航空機格納庫と、その上に設置されたギャラリーデッキ（パイロットの待機室などに使用）は守る装甲板のない脆弱な区域となってしまい、多数の艦載機やその燃料、弾薬が非装甲の危険区域に置かれ、多くの兵員もその危険区域での活動を余儀なくされることとなった。第1甲板上の脆弱な構造のため、エセックス級の各空母は日本陸海軍の特別攻撃隊を主体とする航空攻撃で、格納庫や飛行甲板上にあった航空機や燃料弾薬が誘爆して、しばしば甚大な損傷を被り、長期にわたって戦線を離脱した。沖縄戦においては、飛行甲板に76mmの装甲板を張っていたイギリス海軍の空母が、特別攻撃機の攻撃でも深刻な損害を被らず、任務を続行できたのとは対照的であった。
悪天候による飛行甲板の損傷もしばしば生じた。1945年6月4日から5日にかけて「ホーネット」と「ベニントン」、同年8月26日にワスプ、1959年1月に「ヴァリー・フォージ」が、いずれも台風に遭遇し波浪により飛行甲板前端が折れ曲がる損傷を被っている。

特攻機が貫通した「ランドルフ」の飛行甲板
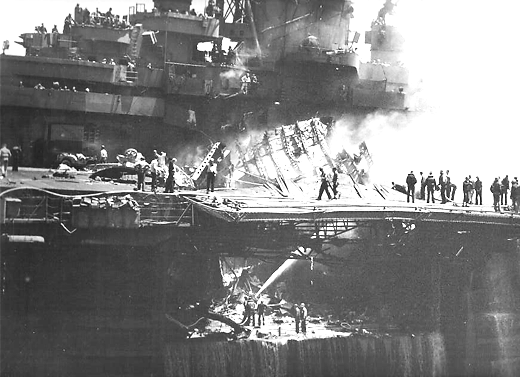
特攻で破壊された「バンカーヒル」の飛行甲板
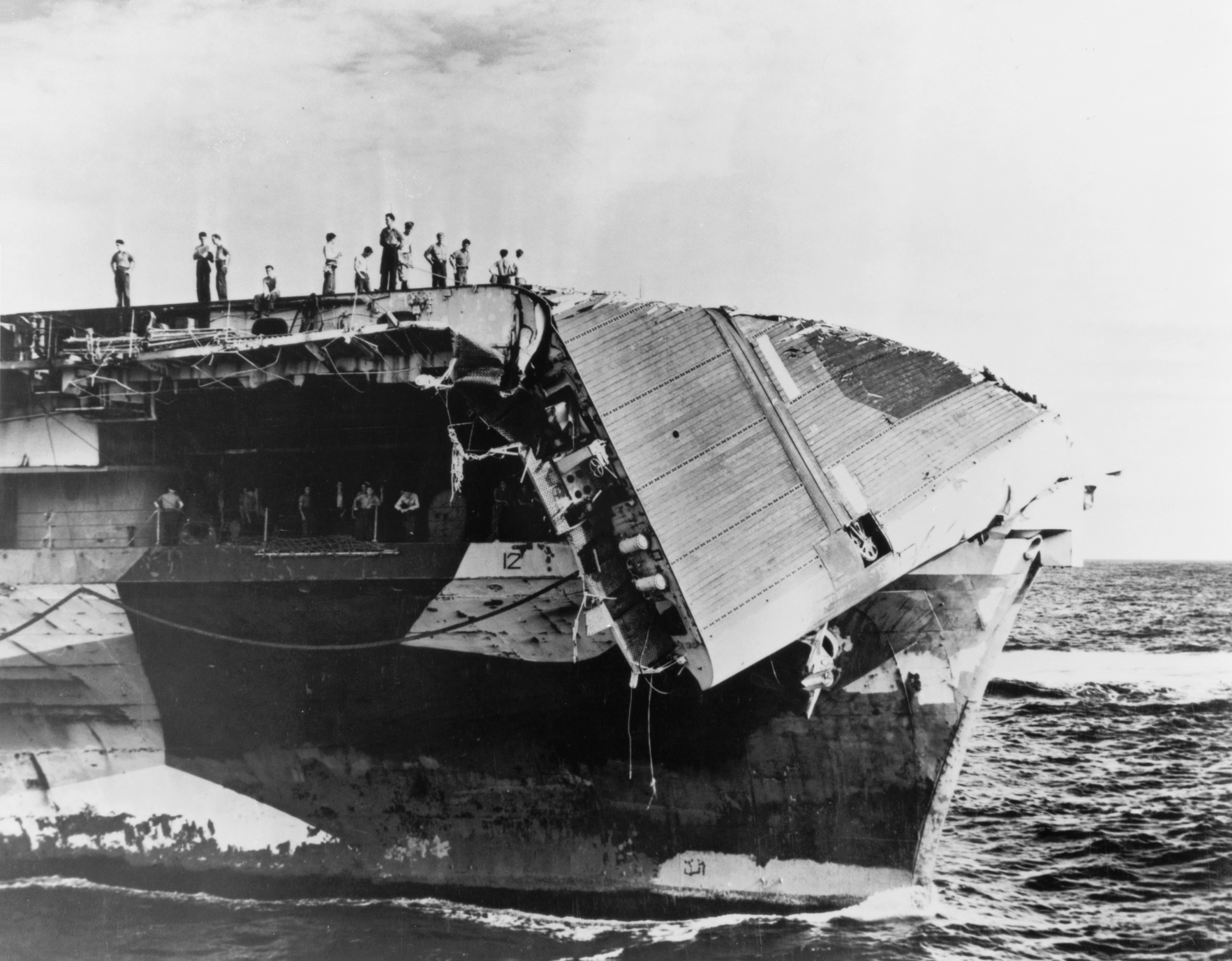
台風により損傷した「ホーネット」
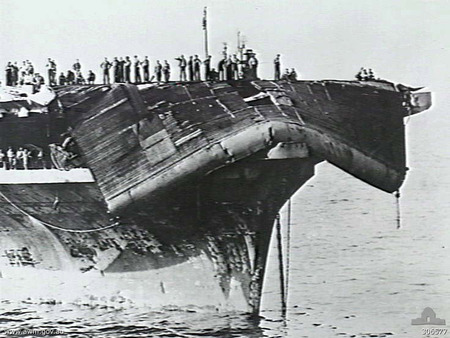
同じく「ベニントン」
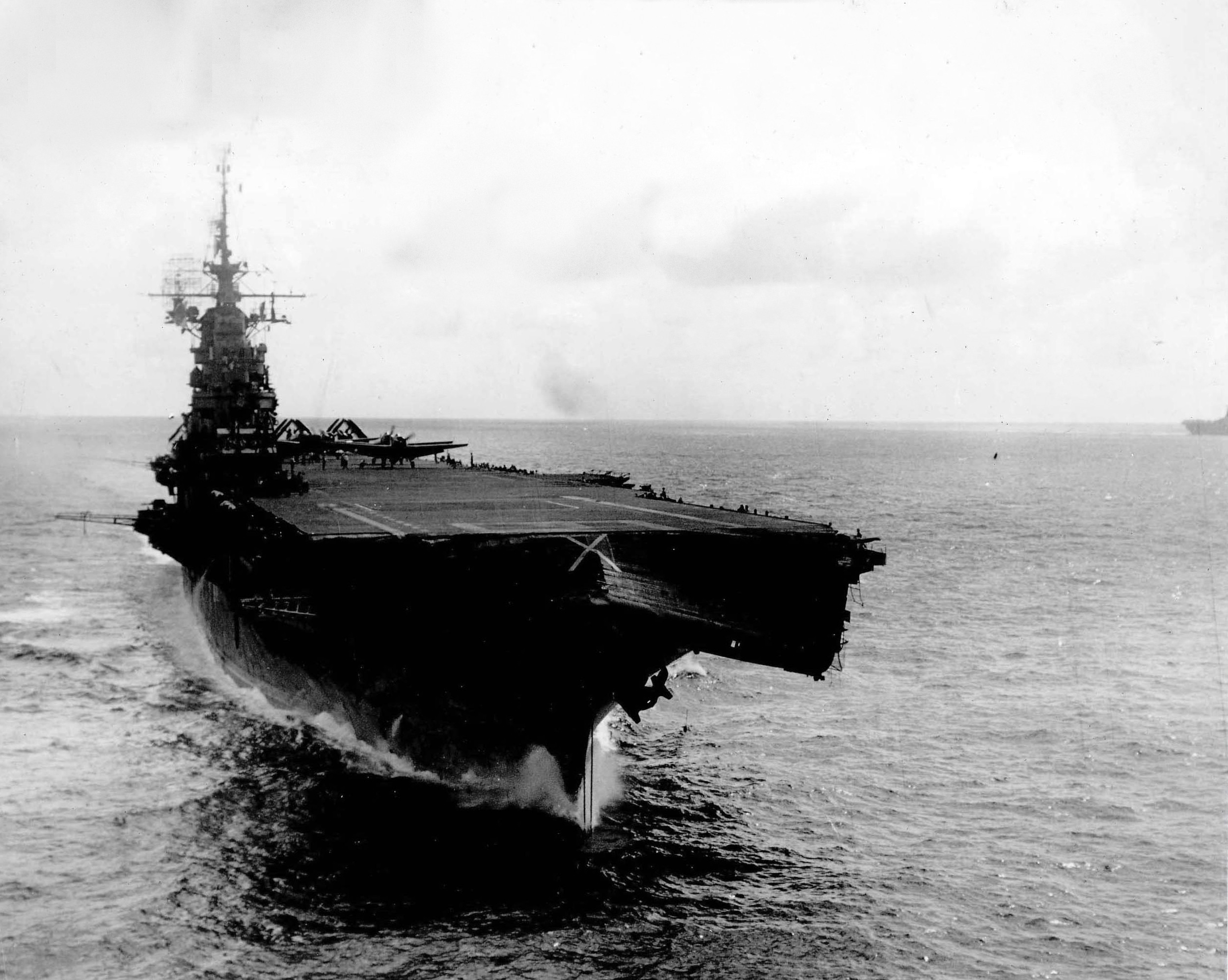
同じく「ワスプ」
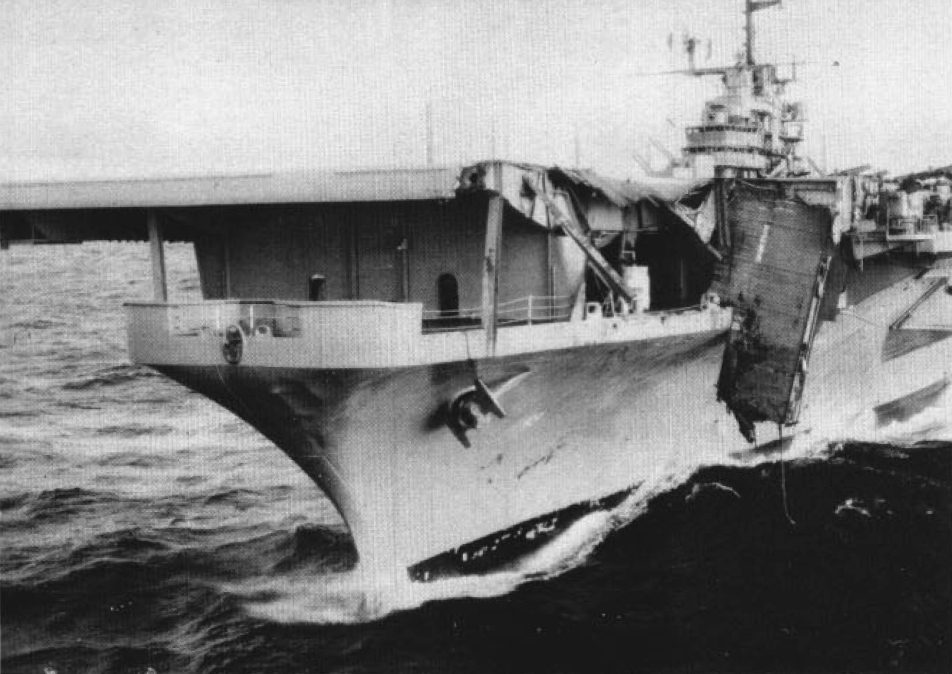
同じく「ヴァリー・フォージ」

飛行甲板は脆弱であったが、第1甲板下の乗組員居住区や機関室などのバイタルパートの防御力は強化された。特に機関室についてはその上に当たる部分 (全長にして5分の3程度) に、第1甲板には64mm、機関室直上の第4甲板には38mmの特殊処理鋼装甲板が張られた（第2甲板は13mm、第3甲板は6mmと比較的薄かった）。また、舷側装甲には64 - 102mmの特殊処理鋼装甲板が張られ、バイタルパートの対弾防御は高度1万フィート（3,048m）から投下された1,000ポンド（454kg）爆弾を防ぎ、最上型の15.5cm砲に耐えることを目標とされた。これは、当時の空母が、航空機からの攻撃だけでなく、巡洋艦を主力とする偵察艦隊と共に行動し、大日本帝国海軍の偵察艦隊である第二艦隊と交戦した際に、戦闘に巻き込まれる可能性があると考えられたためだった。これにより15.5cm砲弾に対しては10,300ｍ以遠を安全圏とし、高度10,000フィートから投下された1,000ポンド爆弾を第1甲板装甲で防ぐことができるとされた。実戦においても、日本軍機の250kgや500kg爆弾によって装甲甲板下部のバイタルパートへの損害を受けたことは少なかった。

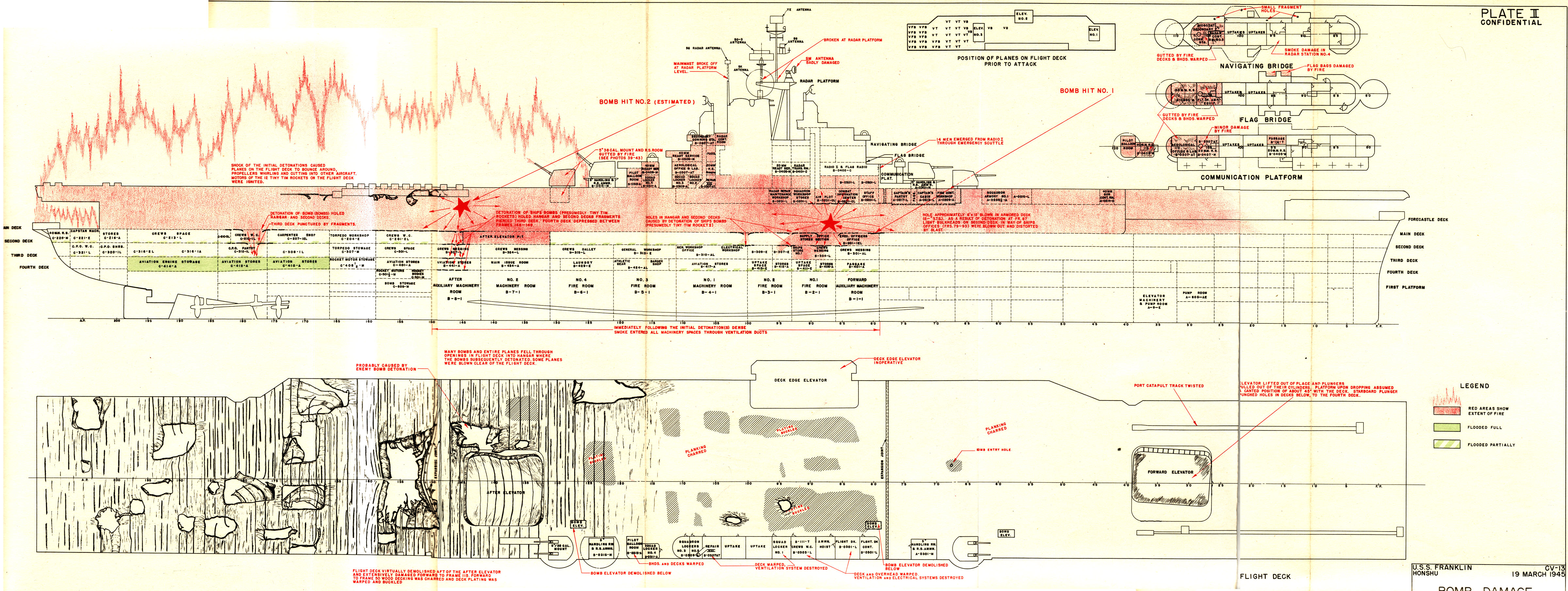
日本軍の爆撃で大破した「フランクリン」の損害報告書

バイタルパートに損害を受けた例としては、以下の三例が挙げられる。「フランクリン」は1945年3月19日に日本機の爆撃で2発の爆弾が命中、格納庫内で爆発した爆弾が搭載中の艦載機、爆弾やティニー・ティムロケットを誘爆させた。誘爆による破片が第2・第3甲板をも貫通し居住区を損傷し、最深部の第4甲板に破孔を生じさせている。誘爆により第1甲板の装甲は広範囲で歪みを生じたものの、その下の重要区画の損害は大きくはなく、装甲板は十分な強度を示した。
同じ日に「ワスプ」も日本機の爆撃を受け、一発の爆弾が第3甲板にまで達して居住区で爆発した。
「バンカー・ヒル」も、間接的な原因で機関室にまで及ぶ被害を被っている。1945年5月11日に神風特別攻撃隊の突入を受けた際、破壊された艦載機から流れ出した航空燃料が炎と煙を伴いつつ、消火のため注入された海水の表層を伝って第4甲板下まで流れ込み、機関室の装甲ハッチの上に滞留した。その結果、黒煙が機関室に充満して機関員多数が一酸化炭素中毒で死亡した。この攻撃で「バンカー・ヒル」全体での死者は約400名にのぼったが、機関科の犠牲者が最も多かった。
水中防御においてもTNT火薬500ポンド分の水中爆発を防ぎ、魚雷3本を同じ舷側に被雷しても沈まないことを目標とされた。この目標は達成されたものの、当時の戦艦が採用していた多層式液層防御よりは効果が劣り、ヨークタウン級より大きく改善されていないという評価もあった。また、大戦後期には対空火器増設によって復元性が悪化しており、「魚雷2本を同じ舷側に被雷した際は転覆する危険性がある」と艦船局が警告を出していた。

### 機関
主機関としては、圧力40kgf/cm2 (570?psi) 、温度450℃の高温高圧缶による蒸気タービン推進方式が採用された。抗堪性の観点から主機配置にはシフト方式が採用されており、艦首側から、前部ボイラー室2室、前部機械室、後部ボイラー室、後部機械室の順に配置された。このうち、前部機械室が外側2軸、後部機械室が内側2軸を駆動する。

## 兵装
エセックス級の兵装は、開発されたばかりのレーダーや、中口径の対空・対水上両用砲、対空機銃など、対空防御兵器が中心となっている。

### 両用砲
38口径5インチ(12.7センチ)砲の連装型 (Mk.32) を艦橋の前後に背負い式で2基ずつ、単装型(Mk.24)を左舷の前・後部のスポンソン（張り出し）に2基ずつ、計12門搭載した。その射撃指揮は艦橋上のMk.37 砲射撃指揮装置2基によって行われたが、一時は左舷の単装砲管制用として3基目のMk.37射撃指揮装置を左舷前部のスポンソン（初期に格納庫カタパルトを設置していた位置）に設置するよう設計変更が行われた。さらにこの位置では十分な視界が得られないため、視界に干渉する分だけ飛行甲板を切り取るという処置も施されている。
ただし、この設計変更を踏まえて完成した艦は「タイコンデロガ」、「ハンコック」のみで、就役直後の両艦は飛行甲板の左舷前方がくびれた形状になっている。結局、飛行甲板幅の縮小は航空機運用に支障をきたすことから、この設計変更は再度改められ、3基目の射撃指揮装置も撤去された。

#### 対空兵装
航空脅威の増大に伴い、対空砲火力はヨークタウン級に比べ大幅に増強されている。エセックス級の搭載した対空機銃はボフォース40mm四連装機関砲およびエリコン20mm機関砲の二種類である。改修や設計変更により第二次世界大戦を通じ増設されていったが、時期・内容は艦によってまちまちであるため、各艦で門数に差が生じた。
当初の設計では、40mm四連装機関砲銃座の搭載数は8基だった。艦首・艦尾に各1基、左舷の前・後部のスポンソンに各1基、艦橋前部・後部に各2基であり、「エセックス」等最初期の艦はこの状態で竣工した。その後の改修または設計変更により、右舷後部に2基、左舷前部のスポンソン（一部の艦が格納庫カタパルトやMk.37射撃指揮装置を設置していた場所）に2基、右舷中央に張り出したスポンソン（パナマ運河通過に備え取り外し可能）に3基、飛行甲板の左舷側後方に張り出したスポンソンに2基、艦尾のスポンソンを拡大して1基追加、というように増設されていった。また、艦橋容積の拡大工事を受けた艦は艦橋前部の銃座を1基撤去している。長船体型の艦は艦首・艦尾の銃座を各2基に増やし、艦橋を拡大したうえで竣工している。最も多く増設した艦は合計18基搭載したことになる。
20mm機関砲は飛行甲板の左右両端に（一部の艦は艦尾にも）砲列をつくり、ほぼ両舷全域をカバーできるように配置された。これも最初期の艦は竣工時44基搭載していたがその後の改修で増設していき、長船体型の艦は竣工時から57基搭載していた。また、当初はすべて単装砲であったが、大戦末期の改装で連装砲に換装する艦が出てきた。単装2基を連装1基と交換すれば火力を維持しつつ重量を軽減できるためである。この換装も各艦によりまちまちであるが、例えば、「レキシントン」は1945年4月の時点で単装砲をすべて撤去し連装砲を25基装備していた。なお、この時期に「レキシントン」および「ワスプ」には、12.7mm機関銃四連装銃座 が6基設置されていた。これは元々陸軍の装備であったが、特攻機対策の検証の一環で20mm機関砲の代わりに試験的に導入されたものである。しかし、門数が増えても元々の威力や射程が劣るため、有効ではなかった。
40mm機関砲、20mm機関砲はいずれも近接してきた航空機に相応の威力を発揮したが、特攻機に対してはしばしば接近を許して痛撃を浴びた。そのため威力不足と判定され、大戦後にほとんど取り外され、特攻機対策として新規開発されたMk 33 3インチ砲に換装されていった。

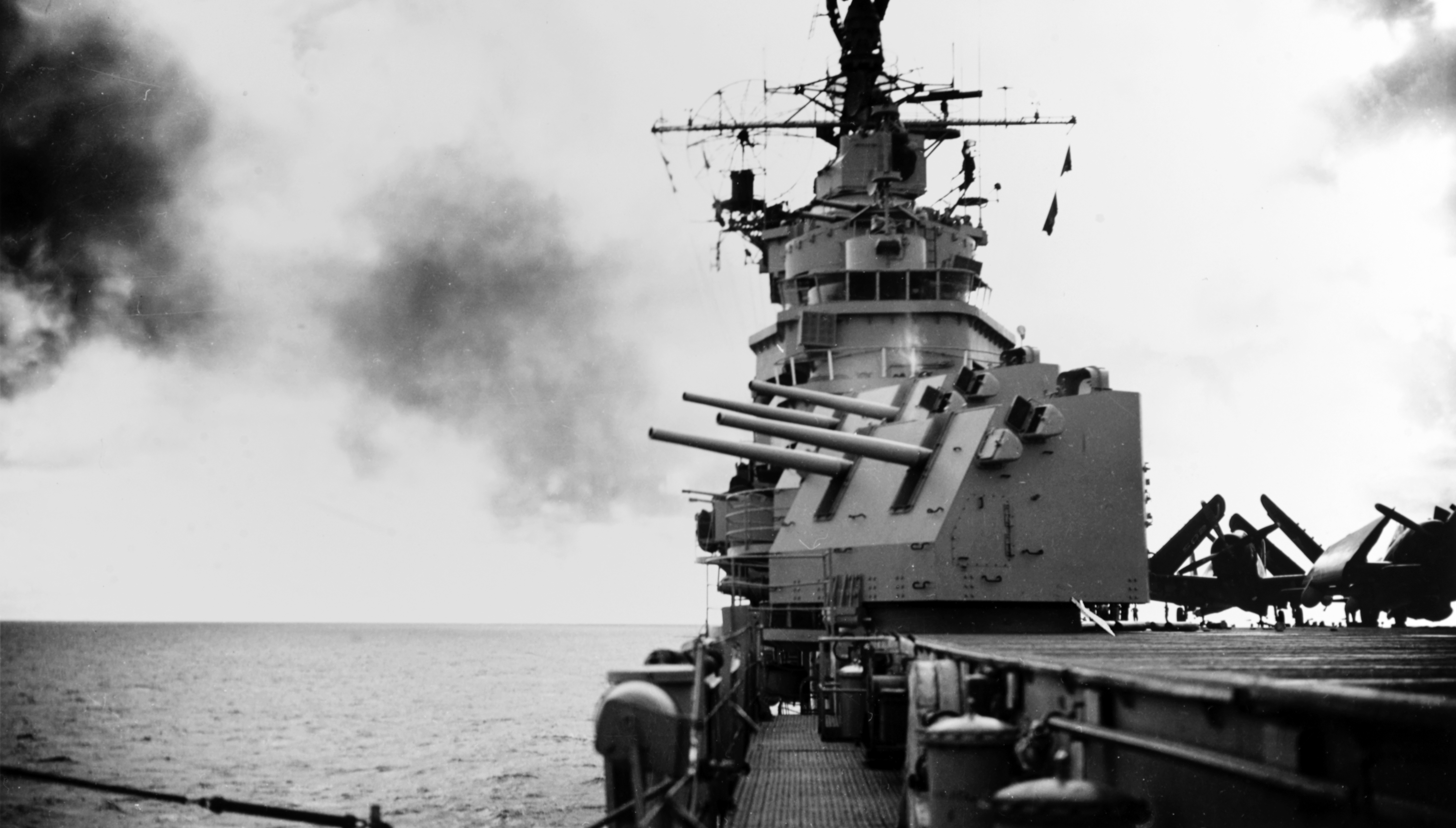
「ヴァリー・フォージ」搭載の5インチ連装砲
「ホーネット」搭載のボフォース40mm四連装機関砲
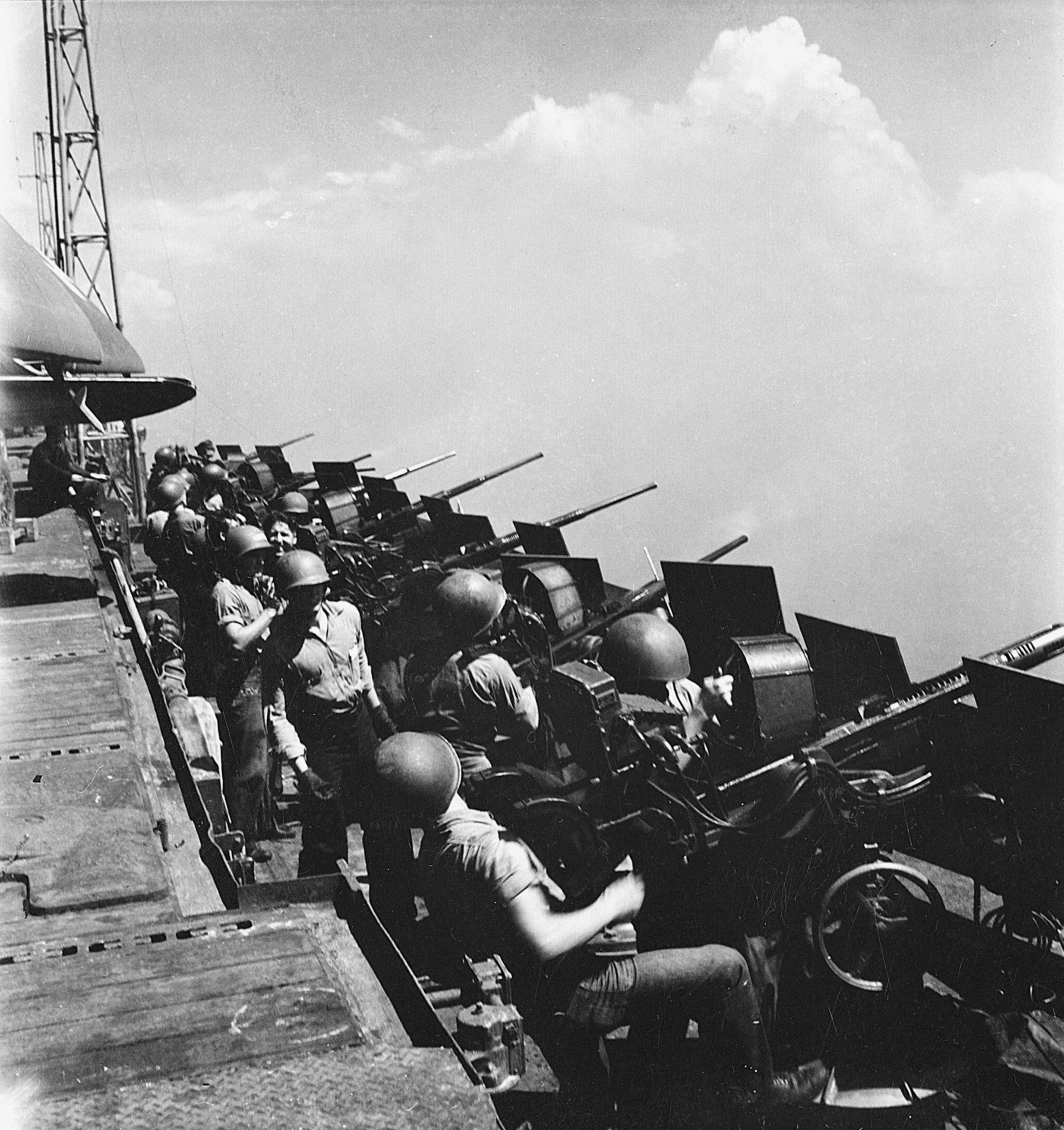
「ホーネット」搭載のエリコン20mm機関砲
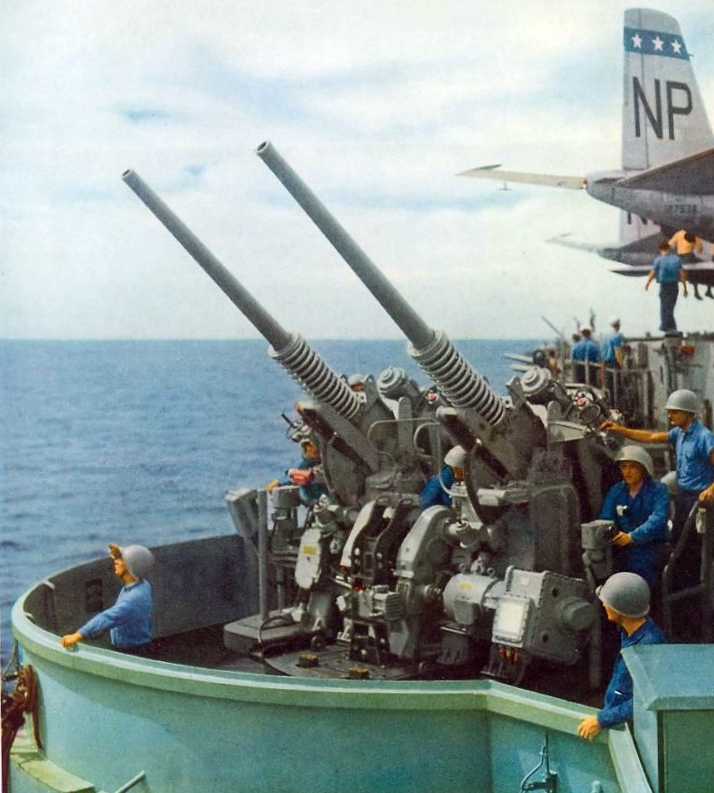
「ワスプ」搭載のMk 33 3インチ砲

### 電測兵装
レーダーとしては、対空捜索用にはPバンドのSKが、対水上捜索・航空機誘導用にはSバンドのSGが搭載されたほか、航空管制用の測高用としてSMが、さらに珊瑚海海戦の戦訓から予備の対空捜索レーダーとしてSC-2も搭載されていた。また大戦末期には対空・測高機能を統合したSXレーダーも配備されたほか、直上の目標に対処するため、航空機搭載用のAPS-6や陸軍のSCR-720を搭載した艦もあり、非常にバリエーション豊富である。射撃用のレーダーとしては、Mk.37 砲射撃指揮装置の上部に距離測定用のMk.12レーダーと、高度測角用のMk.22レーダーが搭載された。Mk.12レーダーとMk.22レーダーは、その前に装備されていたMk.4レーダーと比較すると、格段に測距可能距離・高度と精度が向上しており、レーダーからの情報だけで高角砲の射撃が可能となった。

### CIC
アメリカ海軍では、1941年8月より空母艦上に戦闘指揮所 (CIC) を設置していた。これは、急速に展開していく航空戦闘の様相に対応し、また、レーダー探知など視認不能な敵情報を適切に把握するため、情報を統合的に集中処理するものであった。この試みは本級にも導入されており、当初はギャラリー・デッキに、後期建造艦では格納庫甲板より下のレベルにCICが設置された。
第二次世界大戦当初は、各空母のCICに配置された対空戦闘の指揮をとる戦闘機指揮管制士官 (FDO) が、艦ごとの戦闘機による迎撃の指揮を行っていたが、ミッドウェー海戦や南太平洋海戦等の海戦で、単艦ごとに指揮を行うことの不効率性や指揮系統の不明確さで、防空の効果を損じた戦訓により、指揮系統を一元化して効果的な対空戦闘の指揮ができるように、艦隊旗艦のFDOが艦隊全体の迎撃戦闘機の指揮権限を有することとし、その旗艦には最新式のレーダーを搭載したエセックス級空母各艦が選ばれた。この新システムはマリアナ沖海戦で真価を発揮し、日本軍の攻撃隊のほとんどを艦隊に接近する前に撃墜することができた。しかし、第二次世界大戦末期に登場した日本軍の特別攻撃隊により空母に損害が続出したため、より早く敵機を探知して迎撃態勢を整える必要性が生じ、駆逐艦に大型のレーダーを搭載してレーダーピケット艦とし、空母部隊の周囲に配置してなるべく早く敵機を発見できる体制を構築した。このレーダーピケットラインは沖縄戦で効果を発揮し、空母部隊に接近する特攻機を減少させることに成功したが、レーダーピケット艦そのものが特攻機の目標となってしまい、多大な損害を被ることになった。
レーダーピケット艦の損害を無くすため、アメリカ海軍はより有効な特攻対策を迫られることとなった。その対策とは、『CADILLAC』と呼ばれた早期警戒機とデータリンクシステムを結合させた新システムであり、これまでレーダーピケット艦が担っていた役割を早期警戒機が担い、機上レーダーで特攻機を探知すると、そのデータをビデオ信号に変えて発信し、旗艦空母のCICの受信機上にリアルタイムで投影するようにした。このデータリンクにより、旗艦空母は自らのレーダーが探知できていない目標に対しても効果的な対策を講じることができた。早期警戒機としてAN/APS-20早期警戒レーダーを搭載したTBM-3Wが開発され、データリンクシステムも1945年5月にはテストを終えて、1945年7月からエセックス級空母各艦に設置されていったが、本格的に運用する前に終戦となった。この必要に迫られて開発された極めて先進的なシステムは、その後もさらに洗練されて現在のアメリカ軍空母部隊にも受け継がれている。

## 改装
大戦終結後、航空機技術は飛躍的な発展を遂げたことから、これに対応するため、運用プラットフォームたる本級も数次に渡る改装を受けることになった。

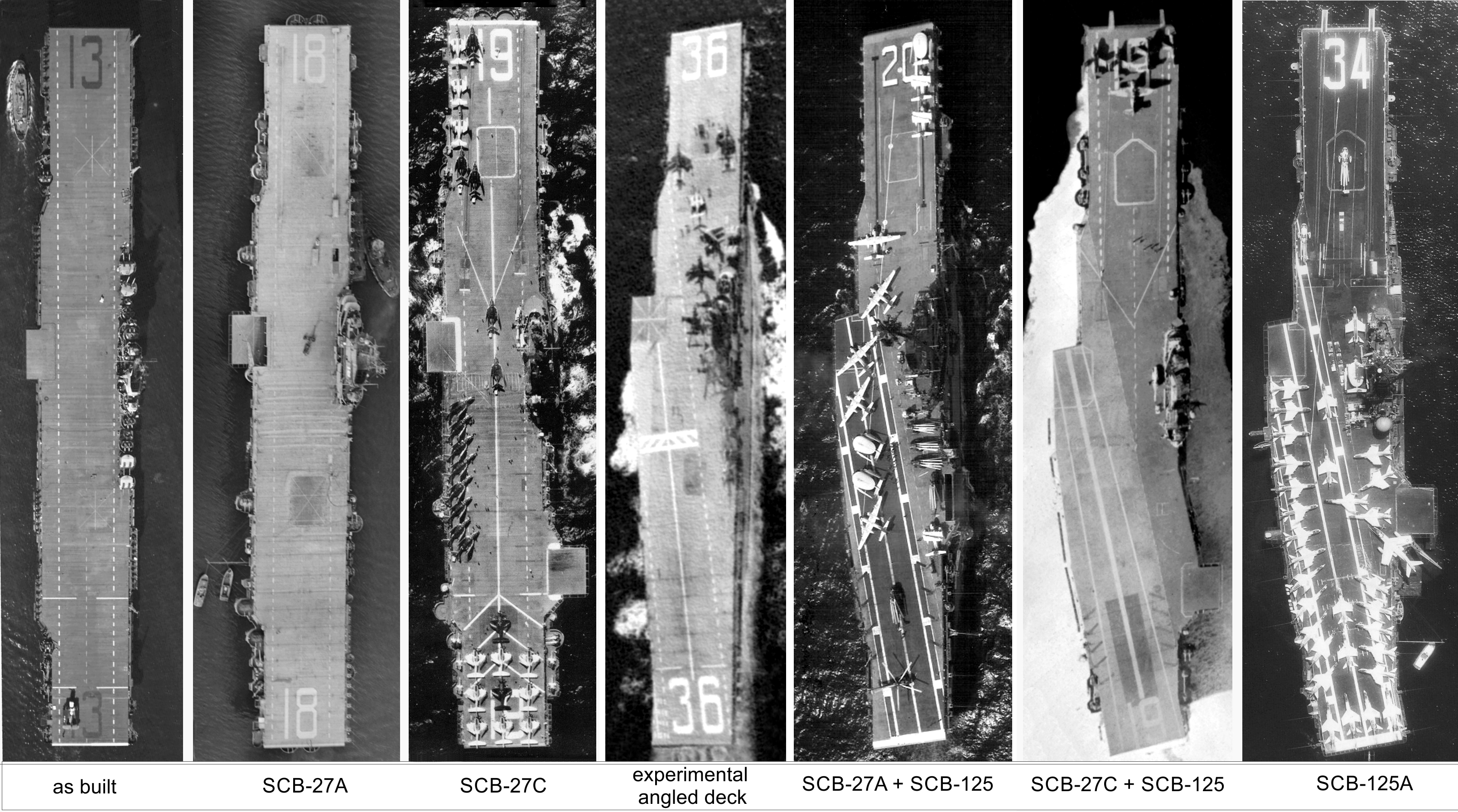
エセックス級空母の変遷、左から古い順に並んでいる

### SCB-27A/C

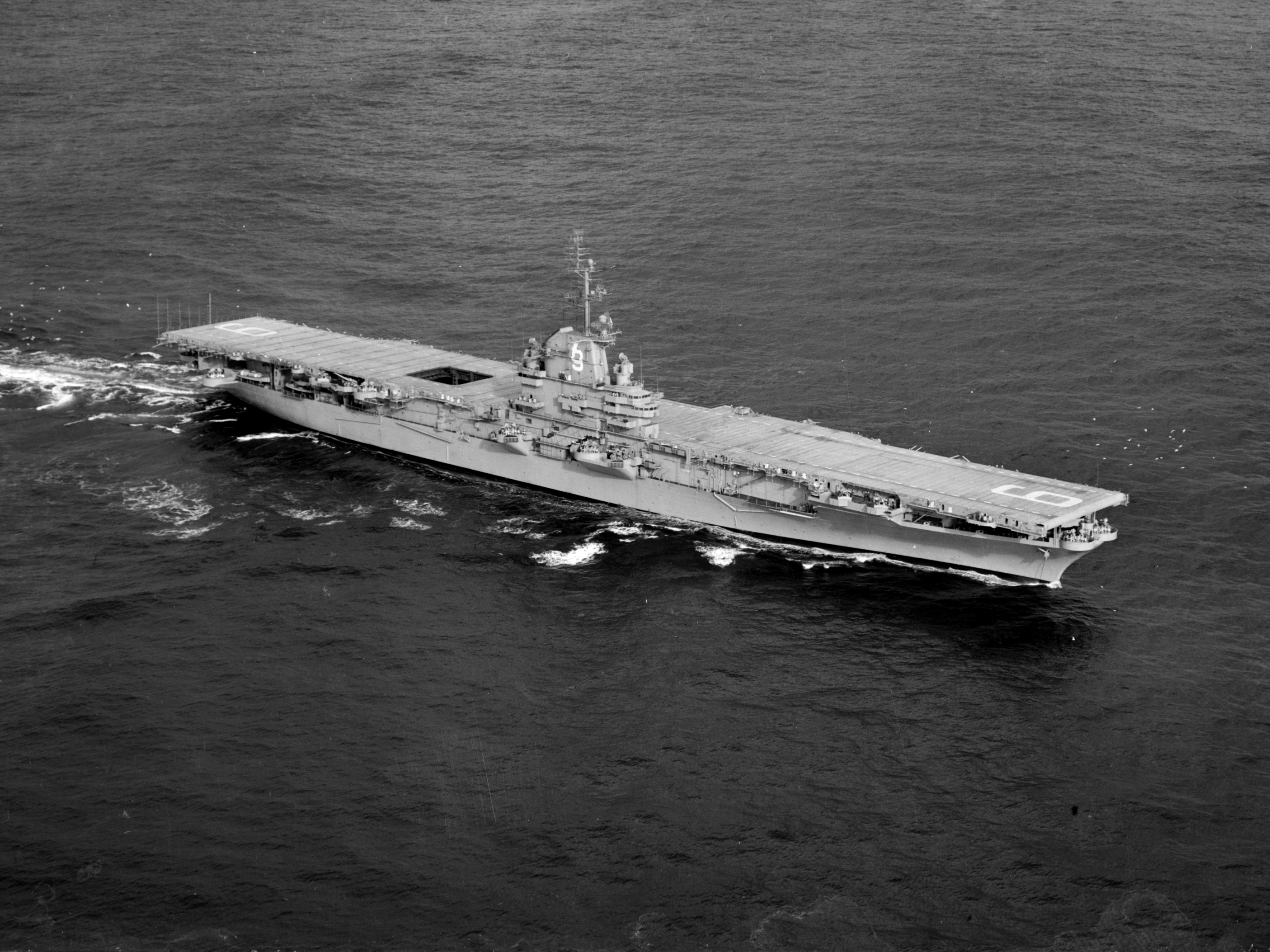
SCB-27A改装後の「エセックス」（1951年）

大戦末期のジェット機の登場によって航空機の性能は飛躍的に向上したが、その一方、特に初期のジェット機は、失速速度が比較的速く (低速安定性が低く) 、加速が悪く、機体重量が重かったことから、艦上機としての運用は困難なものであった。このため、まず1946年よりSCB-27 (Ship Characteristics Board) 改装が開始された。本改装は当初、新鋭のミッドウェイ級への適用が検討されていたものの、改装のために新鋭空母が長期間戦列を離れることは許容しがたかったことから、まず工程85パーセントで建造が中断されていた「オリスカニー」にH8油圧カタパルトの装備や飛行甲板や艦橋構造物の全面再設計などの改装をSCB-27として施した上で建造を再開した。また、「オリスカニー」の工事完了を待たず本改装に準拠したSCB-27A改装が予備役艦を優先して開始され、1949年の「エセックス」、「ワスプ」を筆頭に8隻が改装された。
SCB-27Aは、大重量のジェット艦上機の運用に耐えるよう飛行甲板とエレベータの構造を強化するとともに、カタパルトを油圧式の最終発達型であるH8に、アレスティング・ギアも一括して能力向上型のMk.5に更新するものであった。飛行甲板拡張のため、アイランド前後の38口径5インチ連装砲は撤去された一方、近接防空力強化のため、40mm機銃は新型のVT信管対応速射砲である50口径3インチ連装砲に換装された。また飛行要員の待機室は防御を考慮してギャラリー・デッキから格納庫甲板下層に移され、待機室から飛行甲板までの長大なエスカレーターが設置された。これはアイランドの下部に設置され、右舷舷側の斜めのダクト状構造物からも確認できる。エスカレーターの設置は艦載機のジェット化以降に重量が増加し移動が困難になったパイロットの装具への対応でもあった。
一方、1951年末以降に改装された6隻はSCB-27Cと呼ばれる設計が採用された。これはイギリスから導入された蒸気カタパルトの技術を導入したもので、射出能力は飛躍的に増強された。「ハンコック」と「タイコンデロガ」にはイギリスから輸入されたブラウン・ブラザーズ社製BSX-1が装備されたのち、これをもとに蒸気圧を高めたC11がアメリカで開発され、以後の艦はこちらに切り替えた。カタパルト始点には昇降式のジェット・ブラスト・デフレクターが設置されるとともに、機体停止用のバリケードはナイロン・バリアに換装された。後部 (第3) エレベータも、飛行甲板上にあったものを右舷側に移し、これにより本級のエレベータ3基のうち2基がデッキサイド式となった。また重要な点として、本改装を受けた艦は核兵器の搭載・運用能力も与えられた。
SCB-27A、SCB-27Cいずれの工期も2年にわたる大規模なもので、蒸気カタパルトを装備するSCB-27C改装のほうが数ヶ月、工事は長いものであった。なお、本改装で「短船体型」の艦も艦首の延長工事を受けたため、「長船体型」との区別はなくなった。

### SCB-125

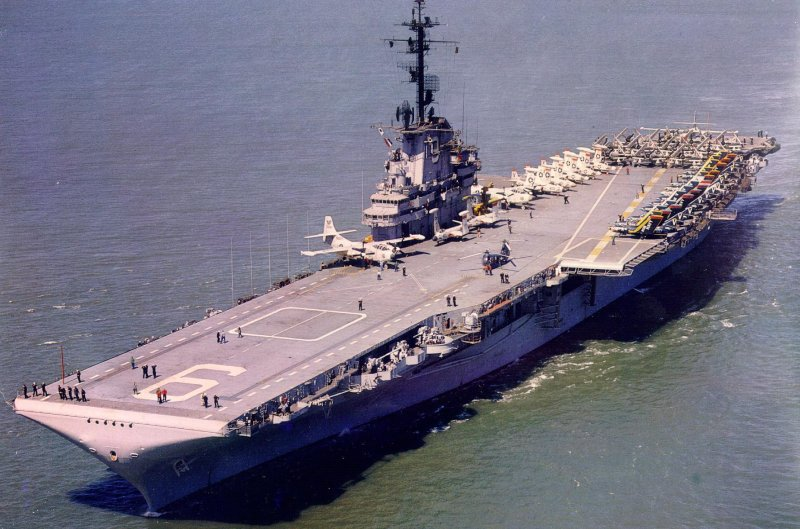
SCB-125改装後の「エセックス」（1956年）

イギリスにおいては、蒸気カタパルトの発明に続いて、より発着艦を合理化できる飛行甲板設計としてアングルド・デッキが考案され、1952年2月より試験を行なっていた。
アメリカ海軍でも、1953年より「アンティータム」において同様の試験を行った後、当時SCB-27C改装の途上にあった「シャングリラ」、「レキシントン」、「ボノム・リシャール」の3隻に対し、アングルド・デッキ化などを含むSCB-125改装を同時に施行することとした。また1954年からは、SCB-27A/C改装施工済みの10隻も改装を受けた。本改装においては、同時に、アングルド・デッキと干渉する後部エレベーターが右舷側に移設されてデッキサイド式とされるとともに、艦首がエンクローズド・バウとされており、外見上も一新された。
SCB-125改装の工期は1年半程度を要したが、カタパルトやアレスティング・ギアの更新は行われていない。SCB-27A改装艦の油圧式H8から蒸気式C11への換装も行われていないのは、カタパルト機器室の容積の不足のためである。ただし、最後に本改装の対象となった「オリスカニー」のみはSCB-125A設計とされ、SCB-27改装で搭載された油圧式H8から蒸気式改良型のC11-1に、アレスティング・ギアもフォレスタル級と同じMk.7に更新された。

### SCB-144
AN/SQS-23ソナーを艦首に装備したもので、1960年代初頭よりSCB-125改装を受けた艦から油圧カタパルト装備艦7隻、蒸気カタパルト装備艦1隻が対象となった。

### LPH

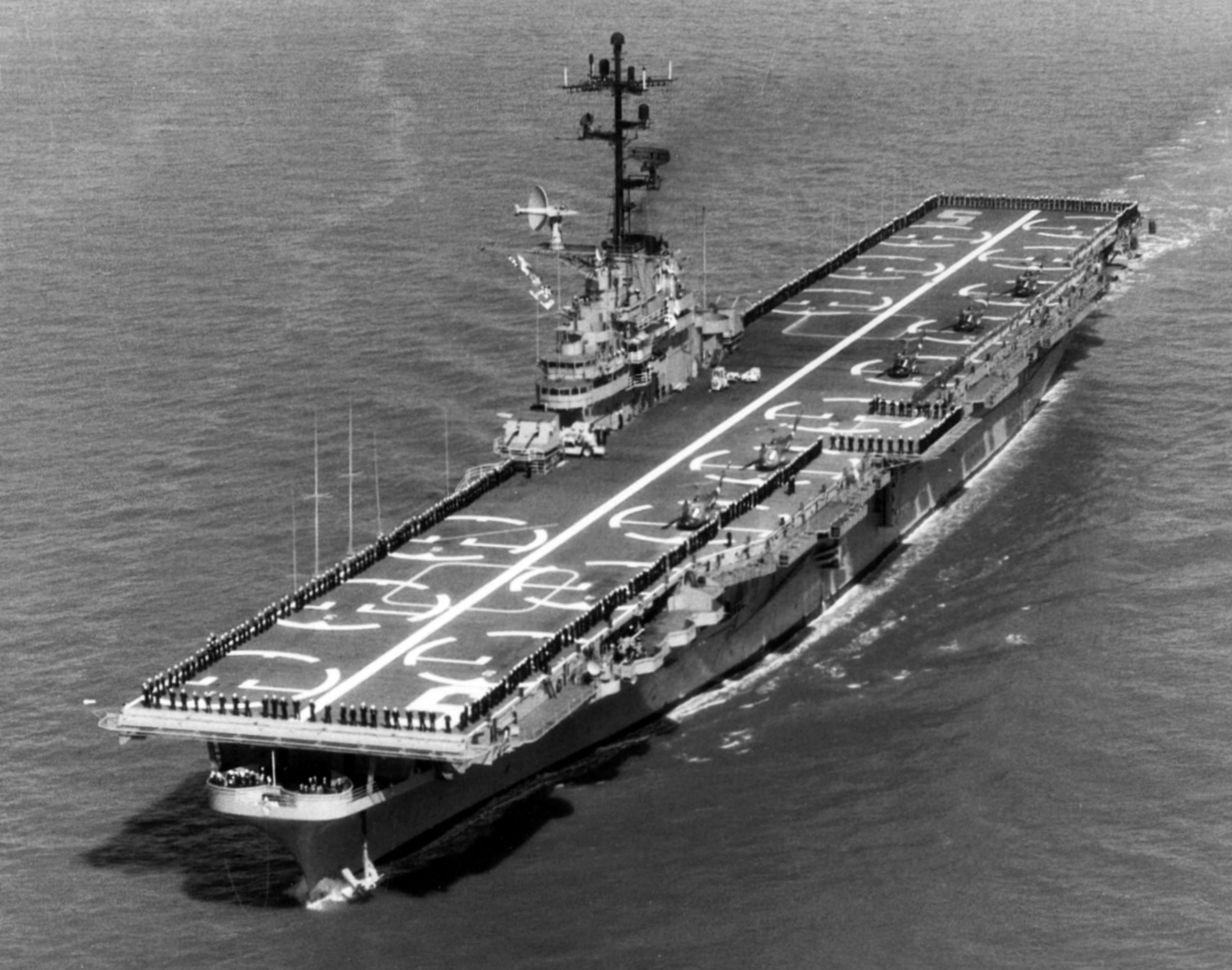
ヘリコプター揚陸艦に改装された「プリンストン」

1950年代後半になると、上記の改装をどれも受けていない艦では艦上機の発達に追随できなくなり、航空母艦としての意義が希薄化していた。このことから1959年以降、「ボクサー」以下計3隻がヘリコプター揚陸艦として改装され、ボクサー級強襲揚陸艦として再就役した。
なお、「レイク・シャンプレイン」もLPH化が検討されていたがこれはキャンセルされ1966年に退役した。これによって同艦はSCB-27A改装を受けたにもかかわらずSCB-125改装を受けないまま退役した唯一の艦となった。

### 計画のみに終わった改装

#### 究極の改装

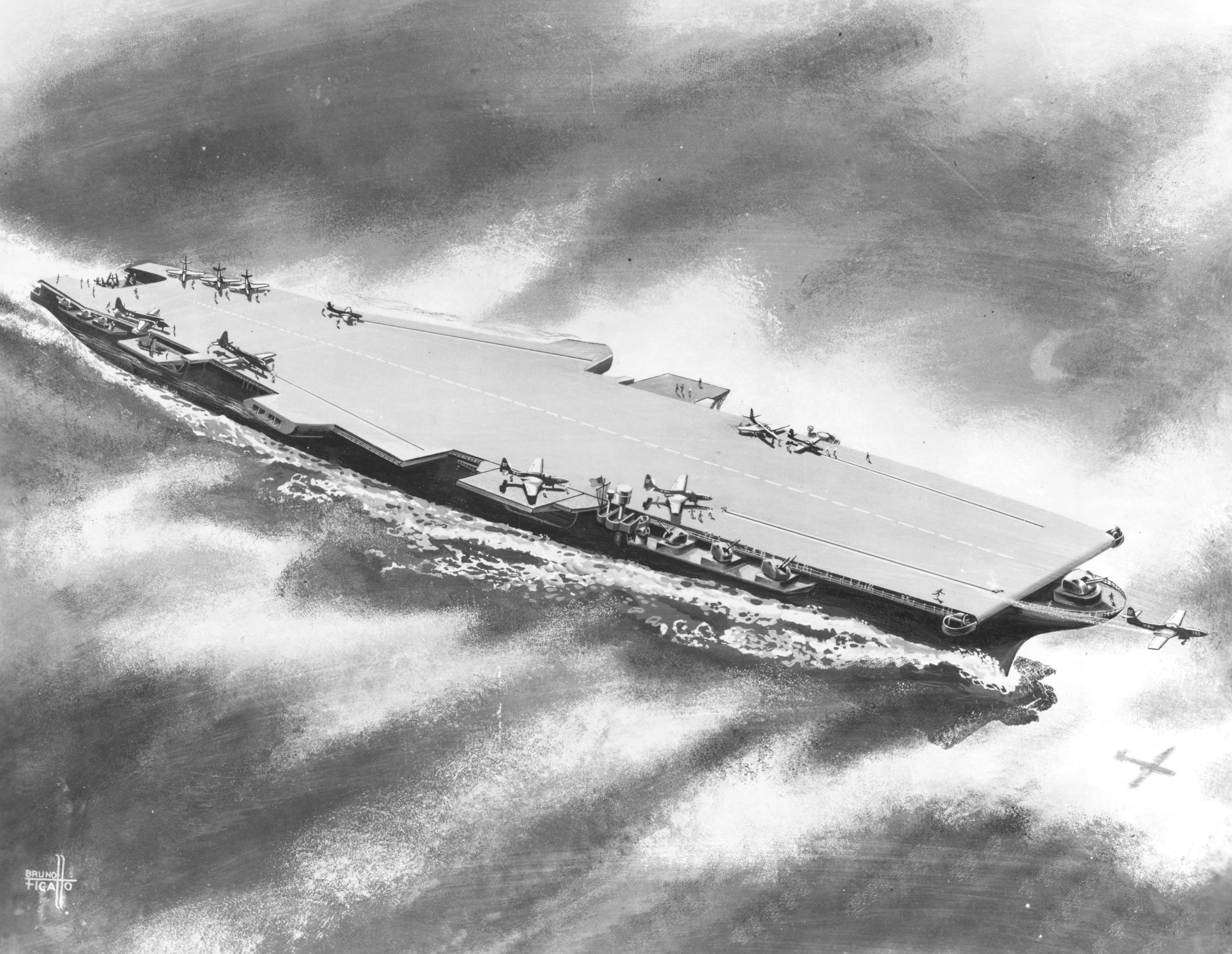
超大型空母「ユナイテッド・ステーツ」の概念図。“究極”のエセックス級改装も、これと似た形態とする計画であった

長距離核攻撃任務を遂行できる超大型空母ユナイテッド・ステーツ級の建造が計画され、エセックス級も同様な任務のための“究極”の改装（"Ultimate" Reconstruction）が検討された。
計画によれば、SCB-27改装はあくまでジェット機を運用できるようにするための応急的なものであり、“究極”のエセックス級は艦橋構造物を飛行甲板上に設置しないフラッシュデッキ（全通式平甲板）型とする予定であった。この改装対象として「フランクリン」と「バンカー・ヒル」が候補となったが、実施は見送られた。その背景にはユナイテッド・ステーツ級の計画中止やアングルド・デッキをはじめとする技術革新といった事情があるが、「究極の改装」計画も修正を加えつつしばらく残っていた模様である。
しかし、SCB-27改装艦のさらなる能力向上（SCB-125改装）や新型空母の戦力化により意義はますます薄れ、結局は立ち消えとなってしまった。

#### 人工衛星打ち上げ艦

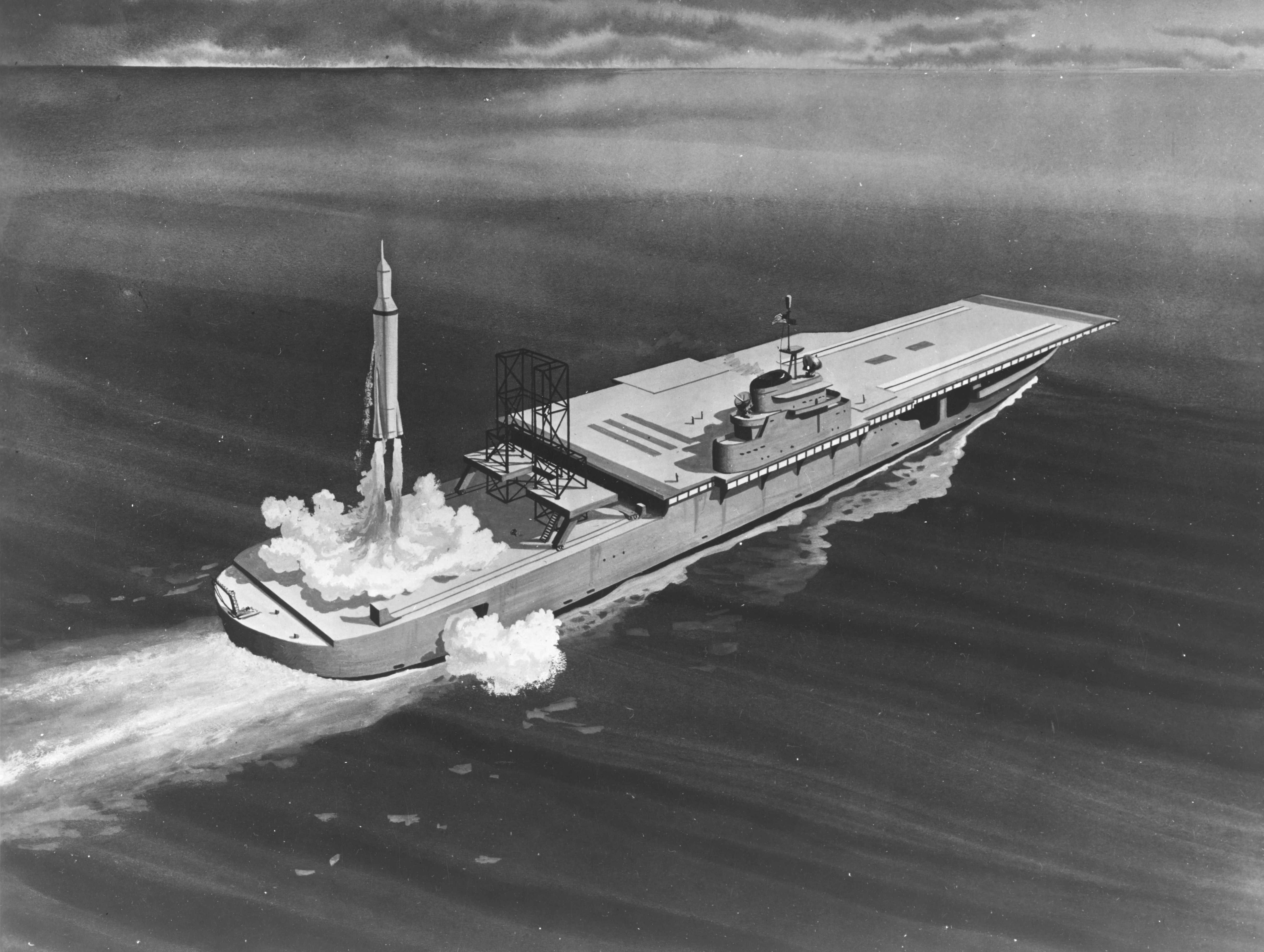
ロケット発射台を搭載したエセックス級空母の概念図

エセックス級空母の飛行甲板後部にロケット発射台を設置、アメリカ本土からは到達不可能な軌道に、海上から発射したロケットで人工衛星投入を目指そうという計画。アトラス (ロケット)を運用する予定であったが、どこまで計画が進められていたかは不明である。

## 搭載機
太平洋戦争時
CVG (Carrier Air Group) 基本構成
(1)指揮官機×1機 / VF×36機 / VB×36機 / VT×18機
(2)指揮官機×1機 / VF×36機 / VBF×36機 / VB×15機 / VT×15機
(3)指揮官機×1機 / VF×73機 / VBF×36機 / VB×15機 / VT×15機
VF (Fighter Squadron)、VFN (Night Fighter Squadron)、VMF (Marine Corps Fighter Squadron)
VBF (Bomber Fighter Squadron)
VB (Bomber Squadron)
VT (Torpedo Squadron)、VTN (Night Torpedo Squadron)
「ボノム・リシャール」は夜間任務のためにVF・VFN・VTNで編成されたCVGN (Night Carrier Air Group)を搭載していたことがあった。
搭載機種
F6F、F4U、FG-1、SBD、SB2C、TBF
搭載機の編成は時期によって変遷しているが、1944年10月に開始された特別攻撃に衝撃を受けたアメリカ海軍は、1944年11月24日から26日までアメリカ本土で、アメリカ海軍省首脳、太平洋艦隊司令部、第3艦隊司令部を招集して特攻対策会議を行った。その会議の席で、指揮下の空母艦隊に多大な損害を被った第38任務部隊司令マーク・ミッチャー少将は、特別攻撃対策には艦載戦闘機の増強がもっとも効果が大きいと訴えた。
その提案を受けて、一部空母の標準搭載機の艦上爆撃機と艦上攻撃機を減らし、艦上戦闘機を倍増することとなった。
空母「エセックス」の標準搭載機数の変遷。
|                          | F6F (VF・VFN) | SB2C (VB) | TBF (VT) | F4U (VBF) |
| ------------------------ | ------------- | --------- | -------- | --------- |
| 1944年7月 (特攻開始前)   | 39機          | 36機      | 20機     | －        |
| 1945年4月 (沖縄戦開始時) | 38機          | 15機      | 15機     | 36機      |

艦爆・艦攻減による攻撃力低下は、戦闘飛行隊 (VF) の一部を戦闘爆撃飛行隊 (VBF) として運用することによって対応し、増加搭載する戦闘機は海兵隊戦闘飛行隊 (VMF) より補充した。そのため、「エセックス」、「フランクリン」、「バンカー・ヒル」、「ワスプ」、「ベニントン」には一時期VMFが乗り込んでいた。海兵隊のパイロットは空母の発着艦ができないため急遽集中訓練が行われたが、それでも事故が多発し、「エセックス」だけでも最初の9日間で13機の戦闘機が訓練中の事故で失われ、7名の海兵隊パイロットが事故死している。
| 太平洋戦争中の航空隊編成例 | 太平洋戦争中の航空隊編成例 | 太平洋戦争中の航空隊編成例 | 太平洋戦争中の航空隊編成例 |
| 空母                       | 航空隊                     | 編成 | 搭載機数                   |
| -------------------------- | -------------------------- | --- | -------------------------- |
| Essex                      | CVG-4                      | 指揮官機：[F6F-5×1機] / VF-4：[F6F-3×3機 + F6F-5×46機 + F6F-5P×3機 + F6F-5N×4機] / VB-4：[SB2C-3×15機] / VT-4：[TBM-1C×11機 + TBM-3×4機] / VMF-124：[F4U-1D×18機] / VMF-213：[F4U-1D×18機]                           | 123機                      |
| Yorktown                   | CVG-3                      | 指揮官機：[F6F-5E×1機] / VF-3：[F6F-3×6機 + F6F-3P×2機 + F6F-5×35機 + F6F-5E×1機 + F6F-5P×2機] / VB-3：[SB2C-3×8機 + SB2C-4×32機 + SBW-3×11機] / VT-3：[TBM-1C×18機]                                                 | 116機                      |
| Intrepid                   | CVG-10                     | 指揮官機：[F4U-1D×1機] / VF-10：[F6F-5P×2機 + F4U-1D×36機] / VBF-10：[F4U-1D×36機] / VB-10：[SB2C-4E×15機] / VT-10：[TBM-3×14機 + TBM-3P×1機]                                                                        | 105機                      |
| Hornet                     | CVG-2                      | 指揮官機：[TBM-1C×1機] / VF-2：[F6F-3×35機] / VB-2：[SB2C-1×26機 + SB2C-1C×1機 + SBD-5×36機] / VT-2：[TBF-1C×5機 + TBM-1C×15機]                                                                                      | 119機                      |
| Franklin                   | CVG-5                      | 指揮官機：[F4U-1D×1機] / VF-5：[F4U-1D×29機 + F6F-5P×2機 + F6F-5N×4機 + FG-1D×2機] / VB-5：[SB2C-4E×15機] / VT-5：[TBM-3×15機] / VMF-214：[F4U-1D×18機] / VMF-452：[F4U-1D×6機 + FG-1D×12機]                         | 104機                      |
| Ticonderoga                | CVG-87                     | 指揮官機：[F6F-5×1機] / VF-87：[F6F-3×5機 + F6F-5×46機 + F6F-5P×2機] / VBF-87：[F6F-3×4機 + F6F-5×32機 + F6F-5×32機] / VB-87：[SB2C-3×5機 + SB2C-4×5機 + SB2C-4E×5機] / VT-87：[TBM-1C×2機 + TBM-3×9機 + TBM-3E×4機] | 152機                      |
| Randolph                   | CVG-12                     | 指揮官機：[F6F-5×1機] / VF-12：[F6F-5×32機 + F6F-5P×4機 + F6F-5N×6機] / VBF-12：[F6F-5×31機] / VB-12：[SB2C-4E×15機] / VT-12：[TBM-3×12機 + TBM-3E×3機]                                                              | 104機                      |
| Lexington                  | CVG-19                     | 指揮官機：[F6F-3×1機] / VF-19：[F6F-3×44機] / VB-19：[SB2C-1C×5機 + SB2C-3×35機 + SBD-5×2機] / VT-19：[TBM-1C×18機] / VFN-76：[F6F-3N×4機 + TBM-1C×2機]                                                              | 111機                      |
| Bunker Hill                | CVG-84                     | 指揮官機：[F4U-1D×1機] / VF-84：[F4U-1D×26機 + F6F-5P×6機 + FG-1D×8機] / VB-84：[SB2C-4E×16機] / VT-84：[TBM-3×15機 + TBM-3P×1機] / VMF-221：[F4U-1D×18機] / VMF-451：[F4U-1D×18機]                                  | 109機                      |
| Wasp                       | CVG-81                     | VF-81：[F6F-5×81機 + F6F-5P×4機 + F6F-5N×4機] / VB-81：[SB2C-3×10機 + SBW-3×2機] / VT-81：[TBM-1C×15機] / VMF-216：[F4U-1D×18機] / VMF-217：[F4U-1D×18機]                                                            | 152機                      |
| Hancock                    | CVG-7                      | VF-7：[F6F-5×37機] / VB-7：[SB2C-3×30機 + SB2C-3E×12機 + SBW-3×7機] / VT-7：[TBM-1C×18機 | 104機                      |
| Bennington                 | CVG-82                     | 指揮官機：[F6F-5×1機] / VF-82：[F6F-5×29機 + F6F-5P×2機 + F6F-5E×2機 + F6F-5N×4機] / VB-82：[SB2C-4E×15機] / VT-82：[TBM-3×15機] / VMF-112：[F4U-1D×18機] / VMF-123：[F4U-1D×18機]                                   | 104機                      |
| Boxer                      | CVG-93                     | 指揮官機：[F4U-4×1機] / VF-93：[F6F-5×32機] / VBF-93：[F4U-4×36機] / VB-93：[SB2C-5×15機] / VT-93：[TBM-3E×15機] | 99機                       |
| Bon Homme Richard          | CVG-16                     | 指揮官機：[F6F-5×1機] / VF-16：[F6F-5×32機 + F6F-5P×2機 + F6F-5E×2機] / VBF-16：[F6F-5×36機] / VB-16：[SB2C-4E×15機] / VT-16：[TBM-3×15機]                                                                           | 103機                      |
| Antietam                   | CVG-89                     | 指揮官機：[F4U-4×1機] / VF-89：[F6F-5×30機 + F6F-5P×2機 + F6F-5N×4機] / VBF-89：[F4U-4×36機] / VB-89：[SB2C-5×15機] / VT-89：[TBM-3E×15機]                                                                           | 103機                      |
| Shangri La                 | CVG-85                     | 指揮官機：[F4U-1D×1機] / VF-85：[F6F-5P×2機 + F6F-5N×6機 + F4U-1C×28機] / VBF-85：[FG-1D×6機 + F4U-1D×31機] / VB-85：[SB2C-4E×15機] / VT-85：[TBM-3×15機]                                                            | 104機                      |
| Lake Champlain             | CVG-150                    | 指揮官機：[F6F-5×1機] / VF-150：[F6F-5×32機] / VBF-150：[F4U-4×35機] / VB-150：[SB2C-5×16機] / VT-150：[TBM-3×16機]                                                                                                  | 100機                      |

朝鮮戦争 - 1950年代後半
F4U、F8F、F9F、F2H、FJ-1、F7U、F3D、AD、A3D、AF、AM、AJ、HO3S、H-25
1950年代末 - ベトナム戦争
F11F、F3H、F4D、F8U、A4D、WF、A-7
対潜空母
S2F/S-2、HSS-1/SH-34、HS-2/SH-3、HUK/UH-2、HUS/UH-34
また、艦や時期によっては防空戦闘機としてVSF (Carrier Anti Submarine Fighter Squadron) より4機程度の分遣隊が派遣されていた。使用機種はA-4CのちにF-8Hである。

## 活動歴

### 第二次世界大戦

#### 1943年
1943年春に1番艦「エセックス」が真珠湾に到着したのを皮切りに、エセックス級に加え軽空母インディペンデンス級も次々と戦力に加わり、秋には正規空母6隻、軽空母5隻、新型戦艦5隻、重巡洋艦9隻、軽巡洋艦5隻、駆逐艦56隻からなる第5艦隊が編成され、中部太平洋進攻戦力の主力となった。エセックス級を主力として編成された高速空母艦隊第58任務部隊は、カートホイール作戦を皮切りに太平洋上の日本軍の基地をひとつひとつ破壊していき、無敗のまま突き進んだ。続いてガルヴァニック作戦でギルバート諸島（タラワ、マキン環礁）攻略の支援に従事したが、12月4日のマーシャル諸島沖航空戦で「レキシントン」が魚雷1発を受けた。「レキシントン」は操舵装置に損傷を負い、修理のためアメリカ本国への帰還を余儀なくされた。

#### 1944年
1944年2月には日本軍の重要拠点であるトラック島を空襲し無力化させた。このトラック島攻撃の際に日本軍の反撃を受け、夜間雷撃で「イントレピッド」に魚雷1発が命中した。「イントレピッド」は舵機が故障し、修理のため真珠湾に後退した。
トラック島に続く目標はマリアナ諸島及びパラオ諸島となった。マリアナ諸島を攻略すれば、新型戦略爆撃機B-29により直接東京を攻撃できるようになるため、戦争の帰趨に決定的な影響を与えると判断された。統合参謀本部はフォレイジャー作戦を命じ、上陸部隊を乗せた535隻の大船団がマリアナ諸島に向け出撃したが、その支援を第58任務部隊が務めた。この時点での第58任務部隊は正規空母7隻、軽空母8隻合計15隻の空母で編成されていたが、正規空母7隻のうち6隻がエセックス級（ホーネット、ヨークタウン、バンカー・ヒル、ワスプ、レキシントン、エセックス）であり、文字通りアメリカ海軍の主力となっていた。
マリアナ諸島を絶対国防圏としていた日本軍は、多数の陸上機をマリアナ諸島と硫黄島に配備し、連合艦隊の総力を結集した第一機動艦隊でアメリカ軍を迎え撃った。しかし第58任務部隊はまず日本軍の陸上機に大損害を与えて無力化し、6月19日に第一機動艦隊と対戦する（マリアナ沖海戦）。第一機動艦隊は先手を取ったものの有効打を与えられず、逆に潜水艦の攻撃で空母2隻を失った。翌日に第58任務部隊は1,000機にもなる大量の艦載機をもって追撃し、空母1隻撃沈の戦果を加え圧勝した。アメリカ軍の空母の損害は「バンカー・ヒル」と「ワスプ」が至近弾を受けたのみであった。この勝利の原動力として、エセックス級の各艦が有する新鋭戦闘機F6Fヘルキャットと新兵器近接信管の対空砲の存在が際立った。F6F戦闘機を操縦するのは1,000時間以上の飛行時間を使ってじっくり育成されたアメリカ海軍パイロットたちであり、対空砲の威力も相まって日本軍の航空攻撃を実質的に無力化したのである。
マリアナ諸島を攻略したアメリカ軍の次の目標はフィリピンとなった。第3艦隊の第38任務部隊に再編成された高速空母部隊に、エセックス級の新造艦「フランクリン」、「ハンコック」、「タイコンデロガ」が加わった。9月より第38任務部隊はフィリピン攻略準備のため、フィリピン、沖縄（十・十空襲）、台湾を艦載機で攻撃し、日本軍機1,200機以上を撃墜破した。日本軍も反撃を試み、1944年10月12日より延べ700機の攻撃機で高速空母部隊を攻撃した（台湾沖航空戦）。日本軍は約400機の航空機を失いつつも空母11隻撃沈、8隻撃破などと多大な戦果を報じたが、実際には巡洋艦2隻が大破したのみであった。空母群はほぼ無傷だったが、「フランクリン」は10月13日・15日に日本機の攻撃でそれぞれ軽微ながら損傷を負っている。
アメリカ軍はついにフィリピン島レイテ島に上陸した。連合艦隊はフィリピンを決戦場と考え捷一号作戦を発動した。航空戦力がほぼ壊滅していたものの、日本海軍は戦艦「大和」、「武蔵」をはじめ稼働艦艇の多くを投入して10月20日よりアメリカ軍を迎撃する（レイテ沖海戦）。しかし日本海軍の作戦は頓挫し、逆に多大な損害を被って水上部隊は事実上戦闘力を喪失した。
この戦いの最中に、初めての組織的な航空機による体当たり攻撃部隊神風特別攻撃隊が出撃し、護衛空母「セント・ロー」を撃沈し、5隻の護衛空母を損傷させた。やがてエセックス級も甚大な損害を被るようになり、フィリピン戦において「フランクリン」、「イントレピッド」、「レキシントン」、「エセックス」が特攻による損傷で戦線離脱に追い込まれた。第3艦隊司令長官ウィリアム・ハルゼー・ジュニアは11月11日に計画していた艦載機による初の大規模な東京空襲を中止したが、この判断にあたり「少なくとも(特攻に対する)防御技術が完成するまでは、大兵力による戦局を決定的にするような攻撃だけが、自殺攻撃に高速空母をさらすことを正当化できる」と特攻対策の強化の検討を要求している。

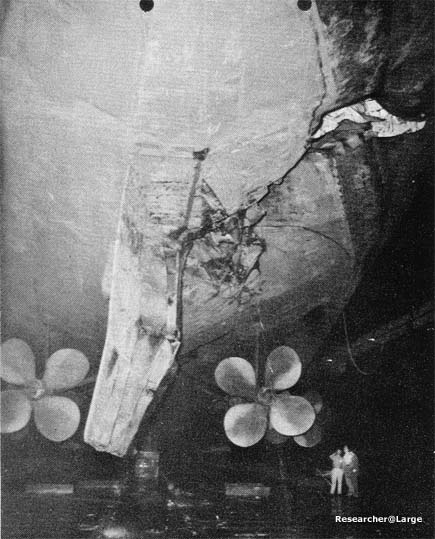
トラック島空襲作戦時に艦尾に被雷した「イントレピッド」（1944年2月撮影）
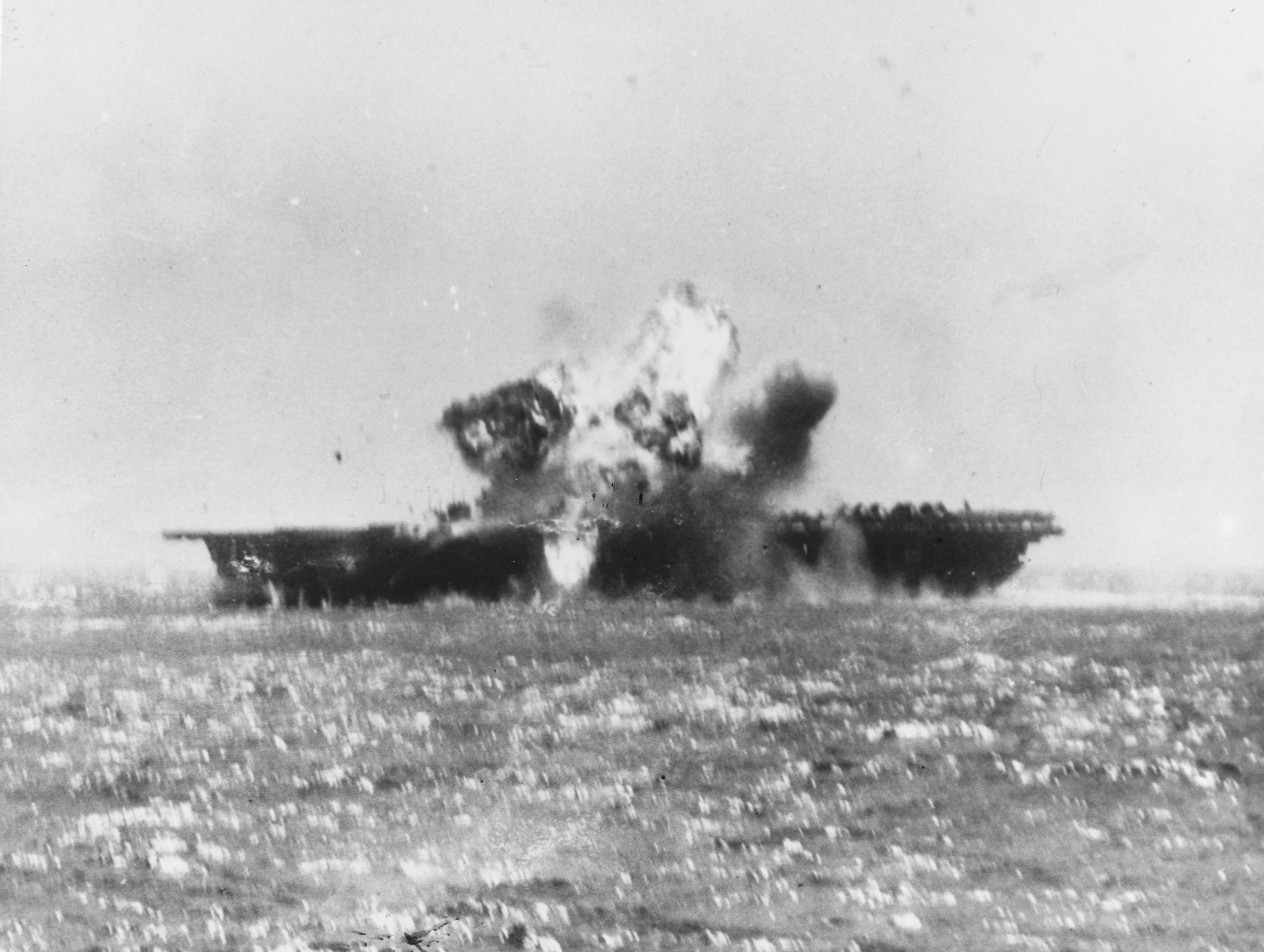
1944年11月25日、「エセックス」に特攻機が命中した瞬間
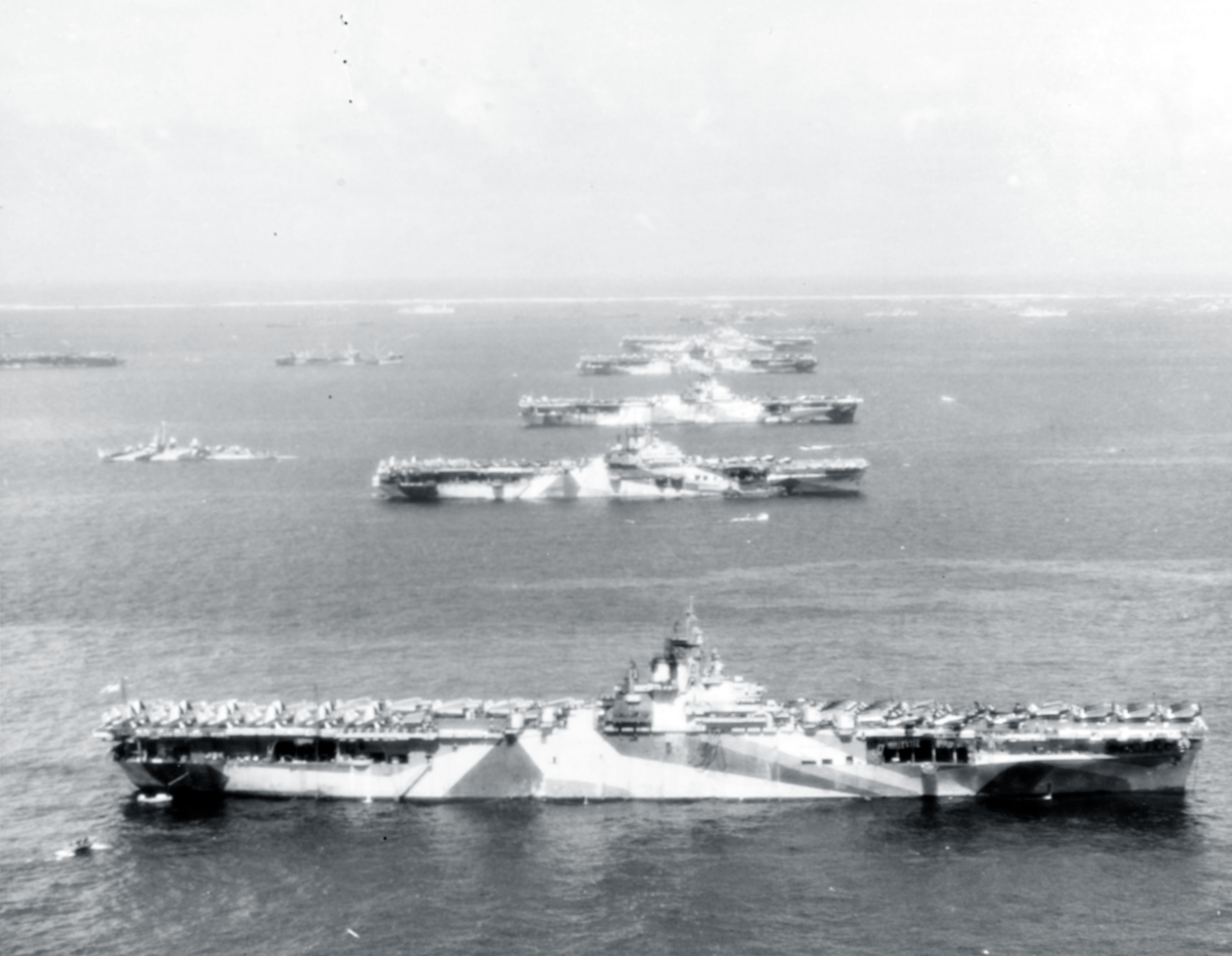
ウルシー環礁に集結した「ワスプ」（一番手前）をはじめとする第38任務部隊（1944年12月8日撮影）

#### 1945年
アメリカ海軍は各種の特攻対策を講じたものの、1945年1月21日には台湾から出撃した特攻機2機が「タイコンデロガ」に命中、格納庫の艦載機と搭載していた魚雷・爆弾が誘爆し、甚大な損傷を被った。ディクシー・キーファー艦長も全身55箇所に傷を負う重傷であったが、艦橋内にマットレスを敷いて横たわった状態で12時間もの間的確なダメージコントロールを指示し続け、沈没は免れたものの、この後も特攻機はエセックス級空母各艦を苦しめた。
高速空母部隊は再び第5艦隊第58任務部隊に再編制され、硫黄島攻略の支援にあたった。1945年3月11日、ウルシー環礁の艦隊泊地に帰還し次の沖縄攻撃に備えて準備していたところ、第58任務部隊に加わって間もない「ランドルフ」の飛行甲板後部に鹿児島鹿屋基地から長躯出撃した梓特別攻撃隊の銀河が突入し、150名以上の兵員が死傷した。「ランドルフ」はこの攻撃で脱落したが、同じ時期に合流した「ベニントン」、フィリピン戦での損傷から復帰した「フランクリン」、「イントレピッド」、「エセックス」を加えた第58任務部隊は、これまでの出撃の中で最多9隻のエセックス級で編成され（正規空母は「エンタープライズ」を含めて10隻、軽空母は6隻で空母合計16隻）、沖縄進攻の前哨戦として日本本土を攻撃するため、予定通り出撃した。
日本近海に到達した第58任務部隊は3月19～20日にかけて、大量の艦載機で呉軍港空襲を始めとして、九州方面の飛行場や交通機関を爆撃し、呉軍港の機能不全など甚大な損害を与えた。日本軍も1945年に新設されたばかりの第五航空艦隊が特攻と通常攻撃併用で全力をもって迎撃し、日本本土と近海で激しい海空戦を繰り広げた（九州沖航空戦）。3月18日には「ヨークタウン」が3機の彗星に攻撃され、うち1機が投じた爆弾が命中したが、飛行甲板を貫通して海上で爆発したため、31名の死傷者が生じたものの艦の損傷は軽微であった。
3月19日にはさらに日本軍の攻撃が激烈となり、「フランクリン」、「ワスプ」、「イントレピッド」が損傷を負った。「フランクリン」は日本機の緩降下爆撃により2発の250kg爆弾が命中し、飛行甲板上と格納庫内で多数の艦載機が出撃準備中であったため次々と誘爆を引き起こした。死傷者は1,100名を超え艦の放棄も検討されるほどの損傷を負ったが、それでも持ち堪えてエセックス級の頑強さを証明することとなった。「フランクリン」はアメリカ本土に帰還して修理を受けたが大戦終結には間に合わず、翌年6月にようやく復帰した。

「ワスプ」には1発の250kg爆弾が命中して格納庫を貫通し居住区で爆発（特攻機が機体ごと貫通したという説もあり）。艦載機の航空燃料が下層甲板に流れ出して大火災が発生し、101名が死亡、死傷者の合計は約370名にのぼった。「ワスプ」もアメリカ本土への帰還を余儀なくされ、修理は7月まで要した。「イントレピッド」に向かった特攻機（アメリカ軍公式記録では一式陸上攻撃機）は対空砲火により至近距離で爆発し、破片や燃料で火災が発生して艦載機2機が炎上したものの、損傷は軽微だった。エセックス級空母2隻に甚大な損傷、2隻に軽微な損傷（他、「エンタープライズ」も軽微な損傷）を負い、多数の艦載機を失いながらも、第58任務部隊は日本軍機582機を撃墜破、艦船17隻を撃破し、飛行場や交通施設や工場などに多大な損害を与え、日本軍に3週間にわたり大規模な反撃ができないようにさせて、沖縄への上陸支援の任務を成し遂げた。
続く沖縄戦でもエセックス級は主力となり、地上部隊への航空支援や日本機の迎撃で活躍した。日本軍は沖縄でアメリカ軍艦隊に大損害を与えるべく菊水作戦を発動し、大量の特攻機を出撃させた。一方アメリカ軍は、フィリピンの戦いで特攻により大損害を受けた教訓として、沖縄本島近海で作戦行動をとる主力艦隊や輸送艦隊を包み込むように、半径100kmの巨大な円周上に、レーダーを装備したレーダーピケット艦を配置し早期警戒体制を整えた。このレーダーピケット部隊は第5上陸作戦場スクリーン隊という部隊名であったが、一般的にはレーダーピケットラインと呼ばれた。それで特攻機の接近を探知すると、空母各艦に設置された戦闘指揮所（CIC）からの通知で、上空待機している戦闘機を最適位置に迎撃に向かわせると共に、ピケット艦と戦艦・巡洋艦を特攻機進入海域に集中させ、対空砲火を濃密にした。エセックス級各艦は、特攻機対策として艦載戦闘機の搭載機数を増加させており、迎撃任務で大量の日本軍機を撃墜したが、それでも、当時のレーダーは完璧には程遠いものであり、しばしば特攻機が艦隊中枢に到達した。
4月7日、日本軍は航空機による特攻に呼応して、戦艦「大和」を中心とする水上特攻隊を沖縄に突入させるべく出撃させた。日本軍艦隊は出撃直後からアメリカ軍に発見され、第58任務部隊司令のマーク・ミッチャー中将は、大和の撃沈は日本海軍を完全に崩壊させると同時に、アメリカ海軍の将来が航空戦力にかかっていることを証明する好機と捉え、第58任務部隊全力をもって大和の攻撃にかかった。約400機もの艦載機が日本軍艦隊に襲い掛かり、「大和」、軽巡洋艦「矢矧」、駆逐艦4隻を撃沈した（坊ノ岬沖海戦）。
沖縄戦でもエセックス級に損傷艦が続出した。4月7日に大和攻撃隊を発進させた「ハンコック」に特攻機が1機命中し、特攻機の搭載燃料による火災で飛行甲板上の出撃準備中の艦載機16機が炎上、約150名の死傷者が生じて、戦線離脱となった。4月16日には海軍の零戦52型1機が「イントレピッド」に命中した。零戦はほぼ垂直に命中したため、飛行甲板を貫通し格納庫で火災を生じ、9名の戦死・行方不明者と21名の負傷者が出た。火災は3時間後に鎮火したが損傷は深刻で、アメリカ本土での修理を余儀なくされ、任務復帰は終戦直前の8月となった。「イントレピッド」はトラック島攻撃の際に被雷し、フィリピン戦で2回、九州沖航空戦と沖縄戦でも特攻機の突入を受け、合計5回も損傷を被ったことになる。修理のため乾ドックに入っている期間が長かったので"Dry I"(ドライアイの語呂合わせ）や"Decrepit"（よぼよぼ、ガタガタの意味）などと不名誉なあだ名を付けられた。
5月11日には、第58任務部隊の旗艦である「バンカー・ヒル」が特攻機の被害を受けた。二機の零戦（安則盛三中尉と小川清少尉操縦）が30秒の間に立て続けに突入し、飛行甲板上で出撃準備中の艦載機や艦内のガソリンを誘爆させ大火災が生じた。「バンカー・ヒル」の被害は「フランクリン」に匹敵するほどの深刻さで、アメリカ本土で修理を受けたものの終戦までに復帰はできなかった。
この後は、日本軍の本土決戦準備のための航空兵力温存策もあって、第一線の航空戦力は枯渇して攻撃も散発的となり、エセックス級空母が損害を被ることもなかった。1945年6月23日に沖縄戦が終了すると「シャングリラ」と「ボノム・リシャール」が新たに加わり、修理を終えた各艦も復帰した。さらに強大な戦力を得た高速空母部隊は、日本軍の微弱な反撃を制しつつ終戦まで日本各地を縦横無尽に暴れまわった。エセックス級空母は太平洋戦争後半の主要な戦いすべてにおいて主力を担い、アメリカ軍の勝利に多大な貢献をした。一方で多数の艦が損傷し、終戦時点でも「フランクリン」と「バンカー・ヒル」が修理中であったが、戦没した艦は1隻もなかった。
「レプライザル」と「イオー・ジマ」は終戦直前の8月12日に建造中止となったが、「レプライザル」は進水のみ行い各種試験に使用された。「レプライザル」は1949年に建造再開が検討されたが、結局スクラップになった。

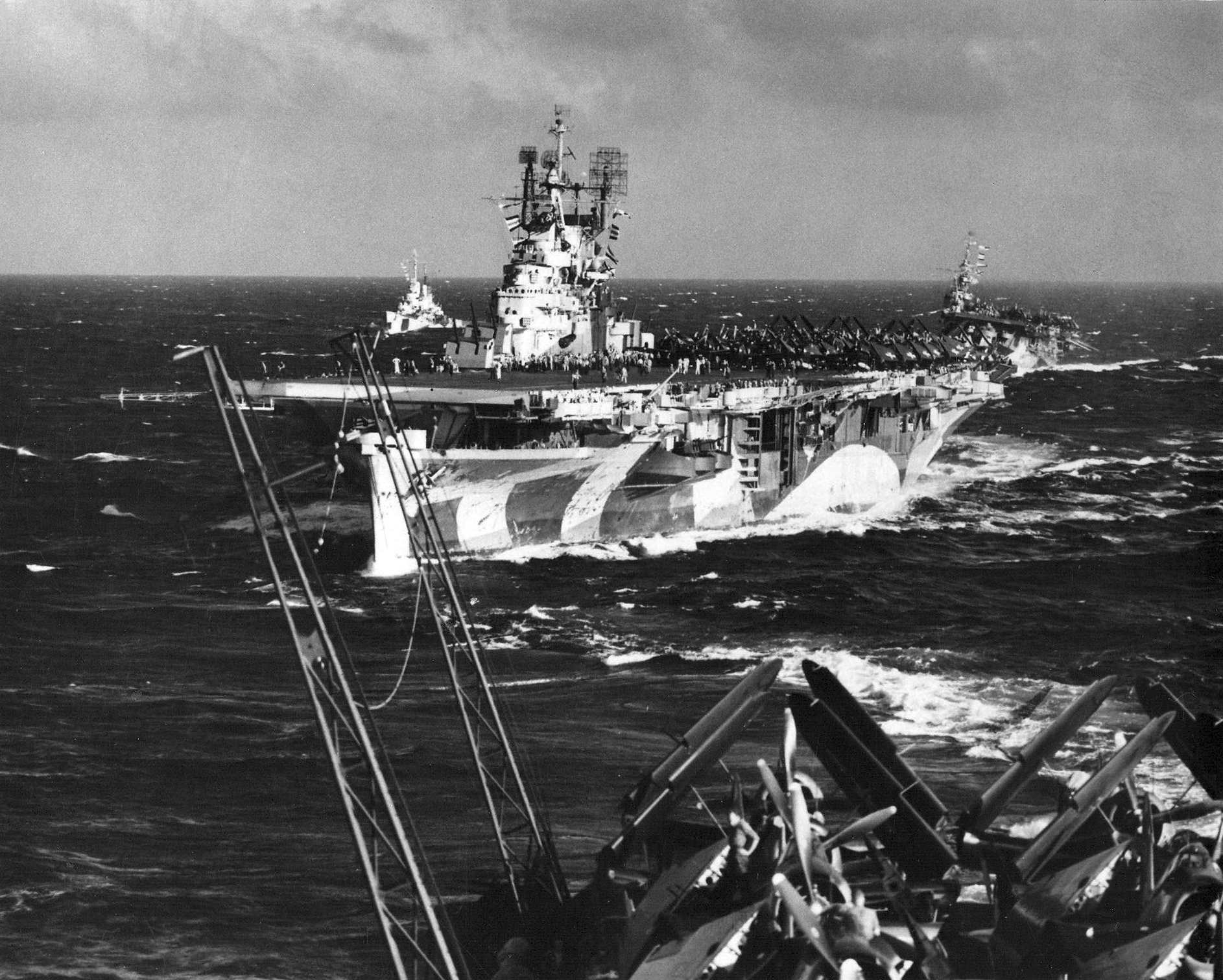
九州へ向かう「ヨークタウン」ら第58任務部隊（1945年3月18日、「イントレピッド」より撮影）
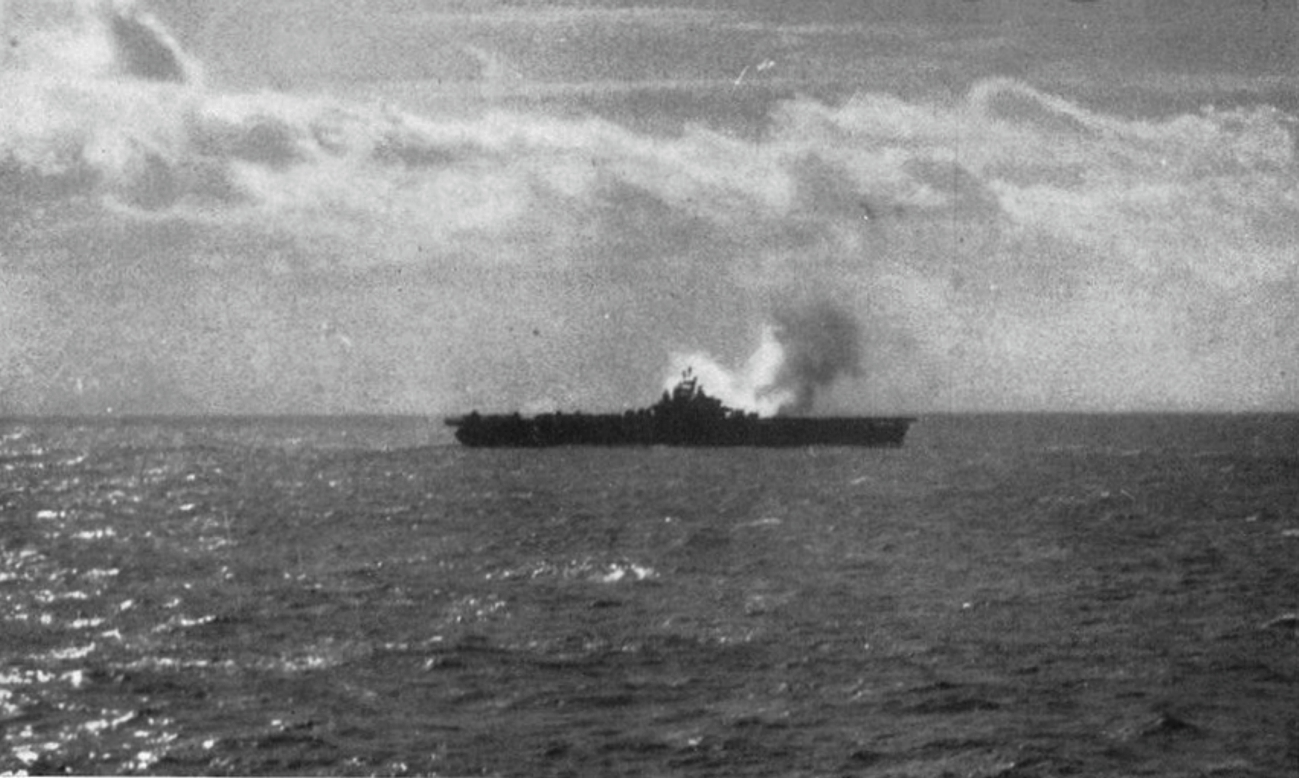
1945年3月19日、爆撃を受ける「ワスプ」
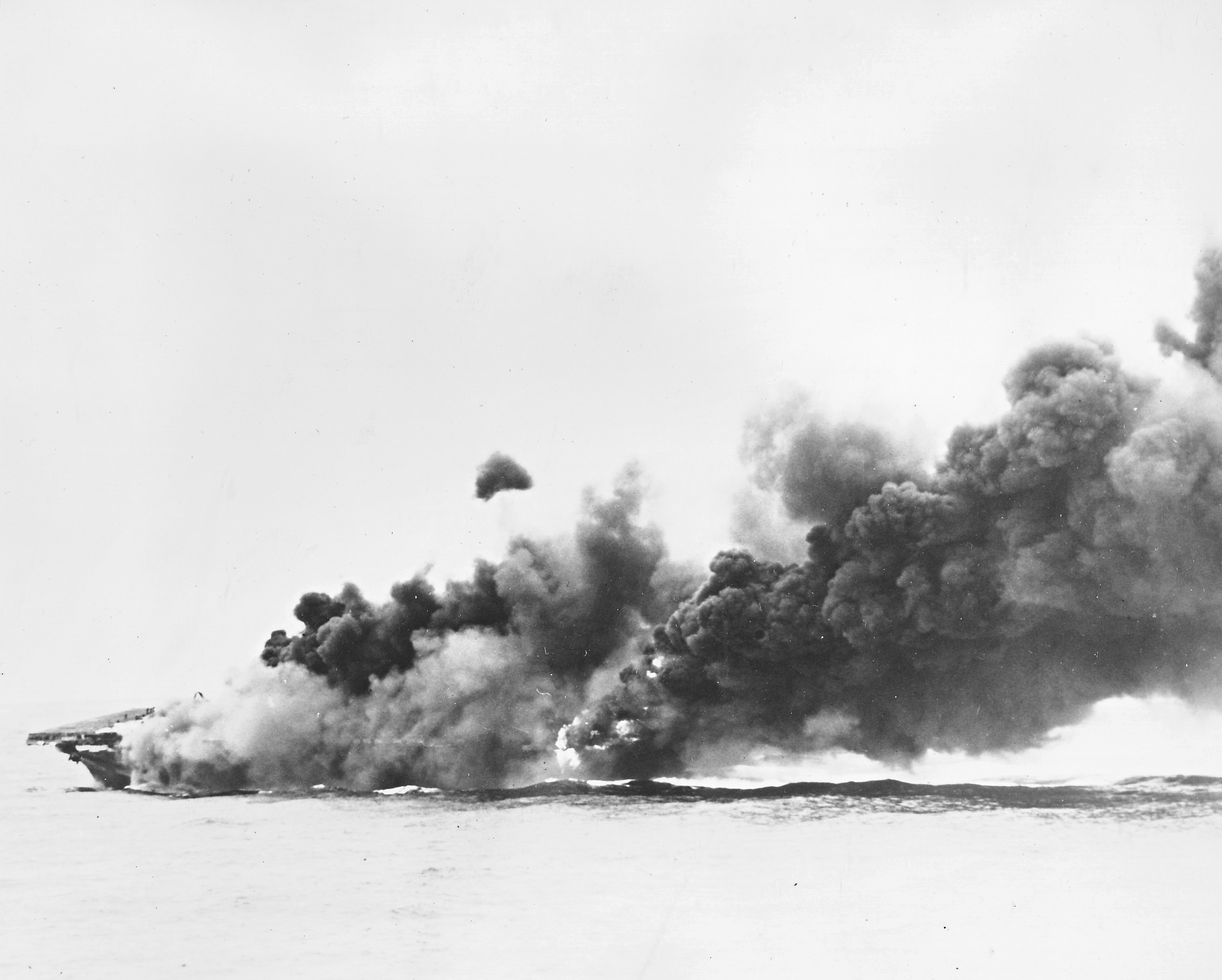
1945年4月7日、「ハンコック」に特攻機が命中
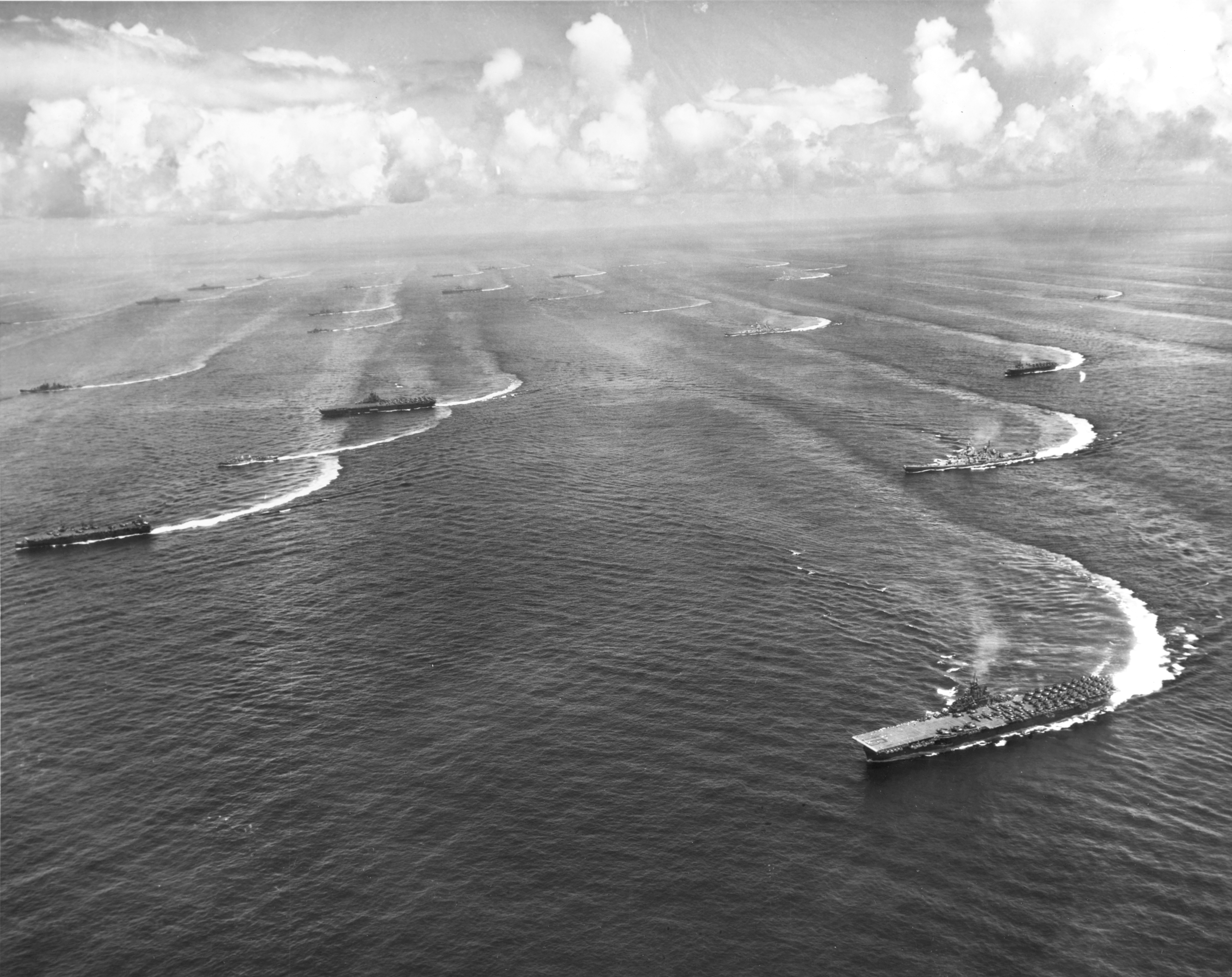
「ワスプ」、「シャングリラ」を含む第38任務部隊が日本近海で行動中（1945年8月17日撮影）

### 第二次世界大戦後

#### 予備役から現役復帰へ

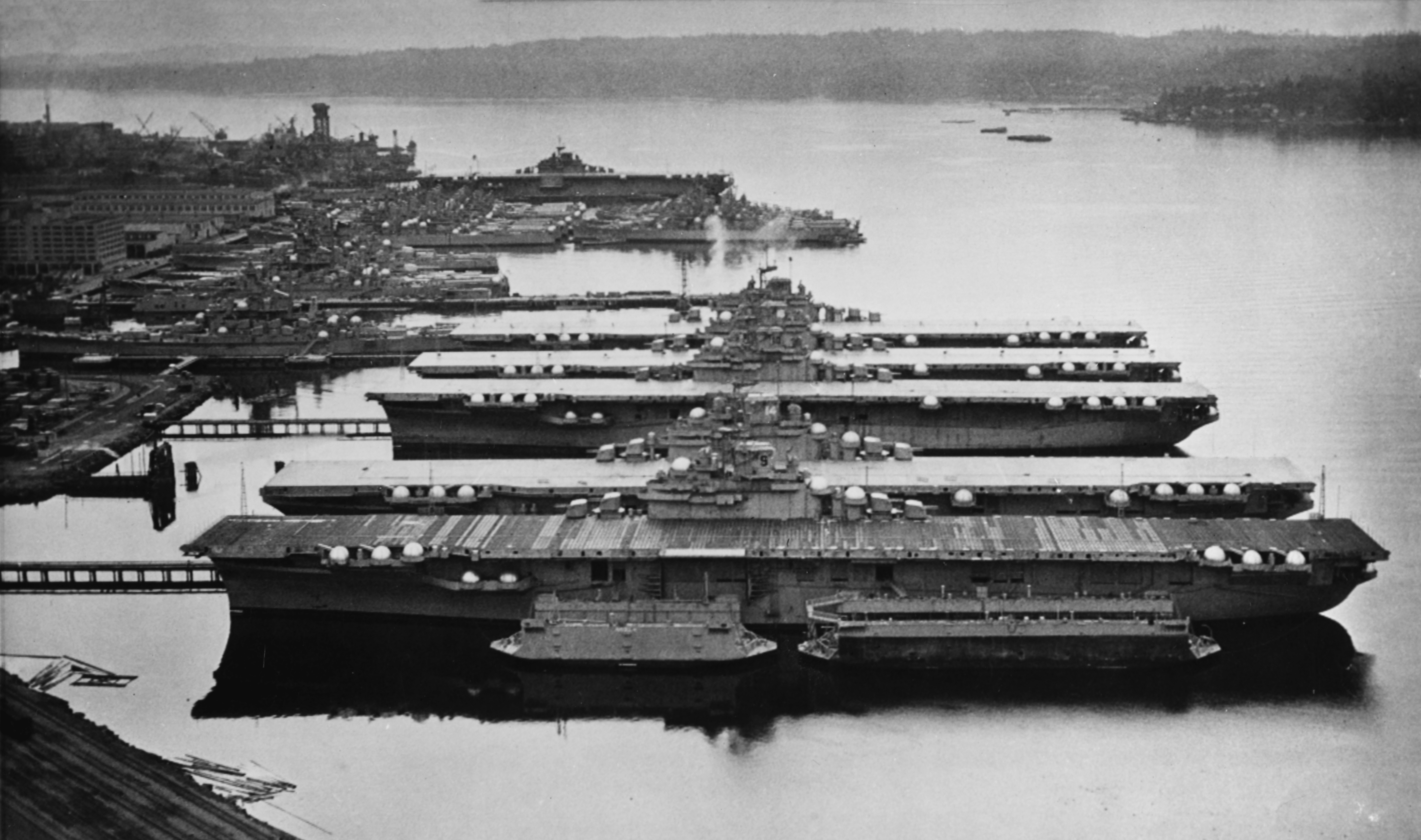
大戦後、「エセックス」（一番手前）をはじめ大半が予備役となる（1948年撮影）

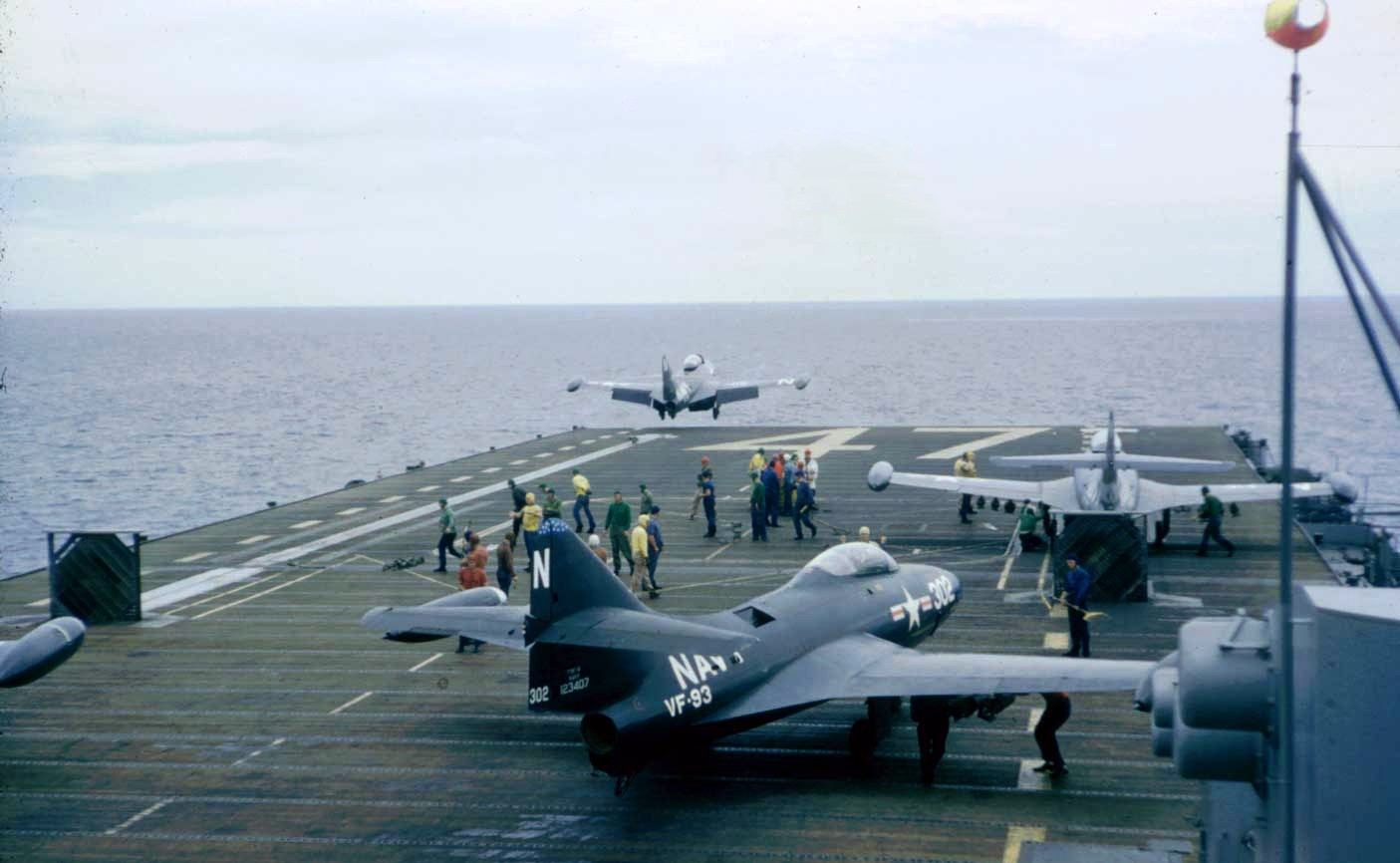
朝鮮戦争での「フィリピン・シー」

エセックス級はアメリカ海軍の主力空母となったものの、第二次世界大戦後の海軍の縮小に伴い、1948年までに半数以上が予備役に編入された。当時のアメリカ海軍の艦載機が核兵器（重量5トン前後）を運搬できない点も空母不要論に拍車をかけた。
しかし1950年6月25日に朝鮮戦争が勃発し、命運は大きく変わる。この時点で現役に留まっていた艦は「ボクサー」、「レイテ」、「ヴァリー・フォージ」、「フィリピン・シー」のみ（なお、「オリスカニー」が建造中、「エセックス」、「ワスプ」、「キアサージ」がSCB-27A改装中、「レイテ」も改装を受ける予定）で、このうち極東にいたのは「ヴァリー・フォージ」ただ一隻であった。フィリピンのスービック湾にいた「ヴァリー・フォージ」は沖縄の中城湾でイギリス空母「トライアンフ」と会合し、第77任務部隊を編成した。7月3日からの平壌空襲では「ヴァリー・フォージ」からF9F戦闘機が出撃し、初めて実戦でジェット機を出撃させた空母となった。
以後、第77任務部隊は8月に「フィリピン・シ－」やコメンスメント・ベイ級航空母艦「シシリー」、「バドエン・ストレイト」が増援として到着するまで2隻で釜山橋頭堡に航空支援を行い、これを支え続けた。この間、7月14日から22日にかけて「ボクサー」が航空機輸送任務として空軍のF-51戦闘機145機、約1,000名の兵員をサンフランシスコから横須賀まで8日と半日で太平洋を横断して送り届けるという記録を作った。これは当時の船舶による太平洋横断の世界記録となった。
1950年9月10日の仁川上陸作戦には「ヴァリー・フォージ」と「フィリピン・シ－」が参加し、9月15日の上陸当日には「ボクサー」も増援として加わった。
SCB-27改装の完了した艦に加え予備役にあった艦も続々と現役に復帰し、3年間の戦争期間中に11隻（「エセックス」、「ボクサー」、「ボノム・リシャール」、「レイテ」、「キアサージ」、「オリスカニー」、「アンティータム」、「プリンストン」、「レイク・シャンプレイン」、「ヴァリー・フォージ」、「フィリピン・シー」）が参加し、当時根強かった空母不要論を打ち破る活躍を見せた。任務の中にはB-29爆撃機の護衛などもあった（レシプロ機から初期のジェット機への過渡期の時期であり、第一級の戦闘機の航続距離が一時的に短くなったため）。特筆すべき戦果として、「プリンストン」の雷撃機隊が北朝鮮の華川ダムに雷撃を行い破壊した事が挙げられる。
1950年代半ばまでには「フランクリン」及び「バンカー・ヒル」以外のほぼ全隻が現役復帰した。エセックス級の後継の空母としてミッドウェイ級があったが3隻しか建造されず、朝鮮戦争にも投入されていない。
この時期、冷戦のグローバル化が進んでおり、またAJ サヴェージやA3Dスカイウォーリアーといった艦上攻撃機の登場によってエセックス級も核抑止任務を遂行可能となったこともあり、SCB-27A/C改装とSCB-125改装により運用寿命延伸が図られた。1952年10月には「攻撃空母」(CVA) の艦種が新設されたが、新型のミッドウェイ級やフォレスタル級とともに、エセックス級のうち蒸気カタパルトの搭載等で特に能力の高い艦もこれに種別変更された。
一方、大戦中より、アメリカ海軍においては軽空母 (CVL) や護衛空母 (CVE) が対潜戦を担当してきたが、1954年に登場した新型の艦上哨戒機であるS2Fは、極めて高性能である一方でかなり大型の機体であり、これらの小型空母では運用困難となっていた。ミッドウェイ級やフォレスタル級など大型空母の増勢、潜水艦を主戦力としていたソ連海軍に対抗する必要性もあり、新艦種対潜空母 (CVS)が新設され、1953年よりエセックス級のうちまずSCB-27改装未実施艦がこれに艦種変更されることとなった。その後、1956年からは、SCB-125改装艦からもCVSに艦種変更される艦が出始めており、最終的には「ハンコック」、「ボノム・リシャール」、「オリスカニー」を除く全艦がCVSとなっている。これらのエセックス級対潜空母のうち、「エセックス」と「ランドルフ」は1962年のキューバ危機において指揮下の駆逐艦部隊と共同でソ連海軍が派遣したフォックストロット型潜水艦4隻の内3隻を捕捉し、キューバ沖から退去させている。

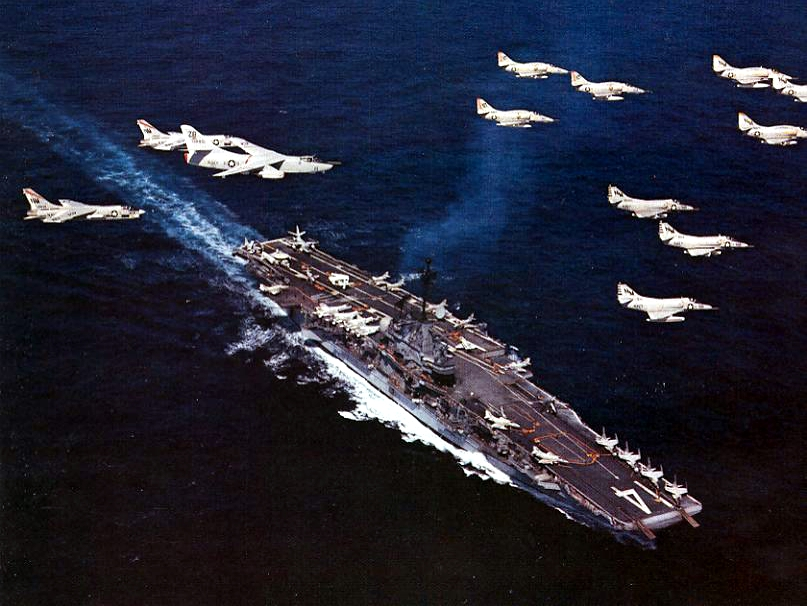
ベトナム戦争での「タイコンデロガ」

ベトナム戦争開戦時にはSCB-125/SCB-27C改装艦5隻が攻撃空母籍に残っており、うち4隻（「タイコンデロガ」、「ハンコック」、「ボノム・リシャール」、「オリスカニー」）がベトナムにおける空対空・空対地任務に投入された。また対潜空母籍にあった9隻についても、航空機運用能力が高いSCB-125/SCB-27C改装艦のうち2隻（「イントレピッド」、「シャングリラ」）は攻撃機のみ60機を搭載する攻撃空母として運用されたほか、その他の艦も対潜哨戒・航空救難任務にあたった。また、強襲揚陸艦に改造された「ボクサー」、「プリンストン」、「ヴァリー・フォージ」もベトナムに投入された。
なお、ボノム・リシャール (CVA-31) は第二次世界大戦、朝鮮戦争、ベトナム戦争のすべてに参加した唯一の空母である。

#### 近代化

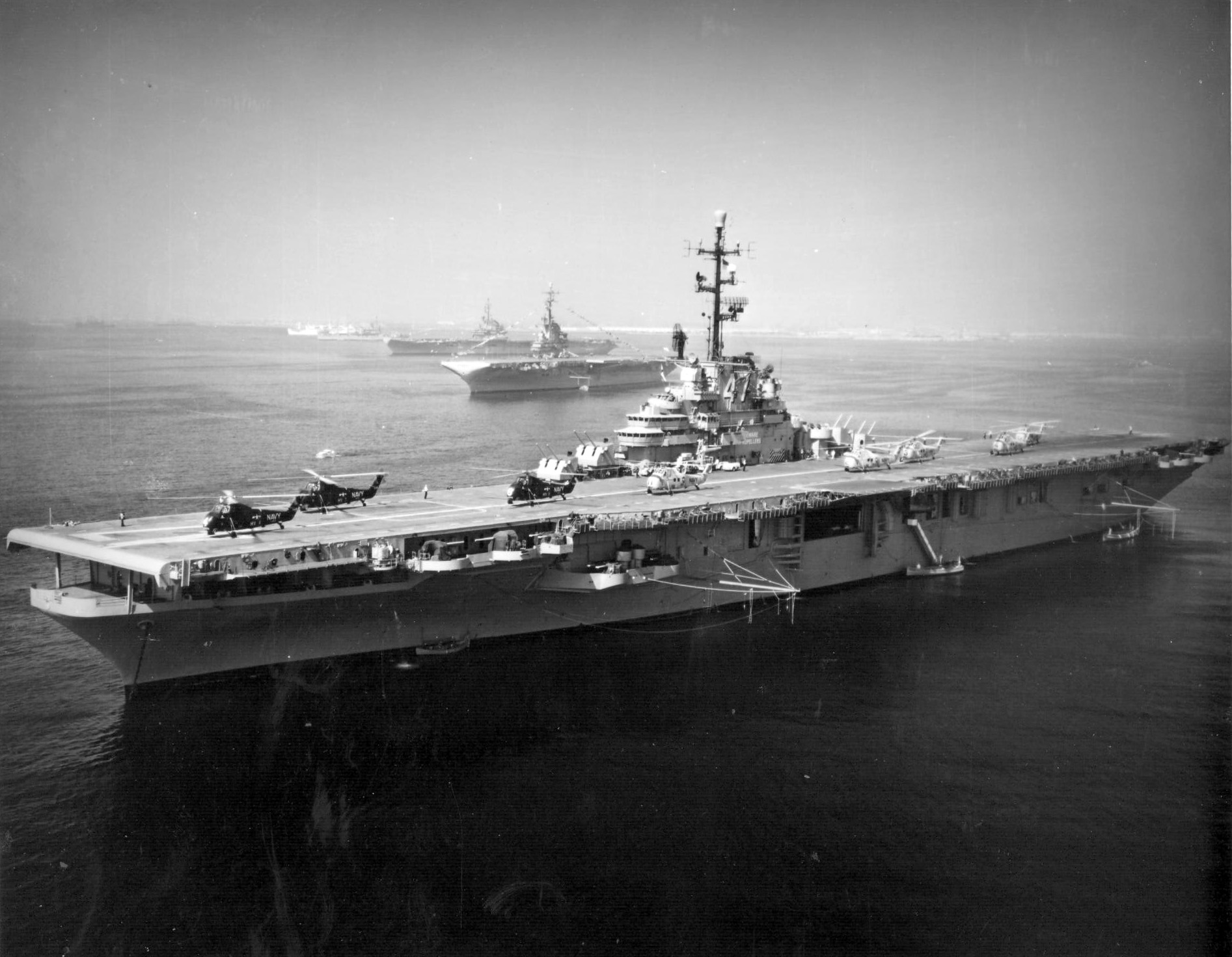
「フィリピン・シー」はほぼ未改装のままだった。後方は「ベニントン」、「シャングリラ」（1956年撮影）

各艦は、近代化改装の段階によって能力や用途に大きな差異を有することとなった。なかでもSCB-27C改装によりC11蒸気カタパルト、SCB-125改装によりアングルド・デッキを装備した6隻、SCB-125A改装によりH8油圧カタパルトからC11カタパルトへ換装し同時にアングルド・デッキを装備した1隻の合わせて7隻は、エセックス級のなかで最高の航空機運用能力を有する艦となった。F-111海軍型の開発を意図したTFX計画が頓挫し、VFX計画として仕切り直されて後のF-14が開発されるが、このRFPの発行において空母適合性の要件としてハンコック級の名称が使われている。これは公式な区分ではないが蒸気カタパルトを装備した上記7隻のことを指す。ただし実際のF-14の開発においてはエセックス級改装艦での運用能力が求められることはなかった
「フランクリン」 (CV/CVA/CVS-13, AVT-8) と「バンカー・ヒル」 (CV/CVA/CVS-17, AVT-9) は、他の艦と異なり、現役復帰や改装が一切なされなかった。両艦とも大戦中に大破して復帰が間に合わなかったという共通点はあるが、損傷は首尾よく修復され良好な状態にあり、先述の「究極の改装」計画の候補として温存されていた。これは結局実現しなかったものの、計画自体はしばらく残っていたため、SCB-27等の改装対象から外され、現役に復帰することもなかった。両艦とも保管状態のまま形式的に攻撃航空母艦（CVA）、対潜水艦戦支援空母（CVS）、航空機輸送艦（AVT）へと艦種変更され、「フランクリン」は1964年10月1日に退役して2年後の7月に解体。「バンカー・ヒル」も1966年11月1日に退役し電子実験船として数年間使用された後、1973年に解体された。

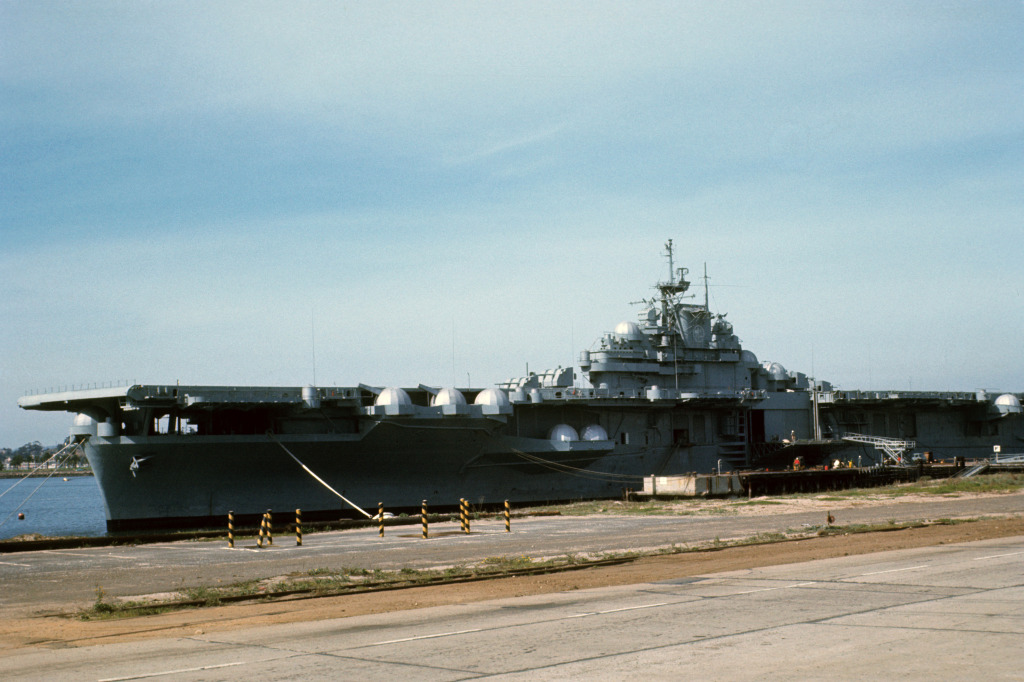
1968年、サンディエゴのノースアイランド海軍基地に係留されている「バンカー・ヒル」

SCB-27改装は1948年までに予備役に編入された艦を中心に実施された一方、1945年以降に完成した艦はそれより長く現役を続けていたため、結果的に近代化の機会を逸することとなった。ただし、1947年に予備役入りした「レイク・シャンプレイン」、当改装の内容を盛り込んで建造された「オリスカニー」、現役から引き抜かれて改装された「キアサージ」は例外である。「ボクサー」、「プリンストン」、「ヴァリー・フォージ」はヘリコプター揚陸艦に改装され、「アンティータム」(CVS-36) はアングルド・デッキ導入のための試験艦として使われたのち練習空母として1963年まで運用された。残る「レイテ」、「タラワ」、「フィリピン・シー」もマストの強化や煙突の形状変更等、最低限の改修を受けたが、活動は小規模にとどまり1960年までにすべて予備役となった。
なお、近代化されていない艦をオーストラリア海軍の空母「メルボルン」の代艦として提供する案が1960年代に挙がったものの、同国で運用するには各種仕様をイギリス式に改める必要があるということで、改装費が高額になることから実現しなかった。1950年代には日本の海上自衛隊もアメリカ海軍からエセックス級の供与を受けることを検討し、1957年にアメリカに派遣されたP2V-7操縦資格者と整備士が「プリンストン」艦上において将来の空母運用を見越した研修を受けたものの、結局予算上困難と判断され見送られた。

#### 退役
第一線で現役を続けたエセックス級の艦も、ベトナム戦争後期には就役から30年を迎え、戦争終結を待たずに次々と退役または予備役に編入されていった。「オリスカニー」 (CV-34)が1972年のラインバッカーII作戦に、「ハンコック」(CV-19)が1975年のフリークエント・ウィンド作戦に参加したのが最後の活躍であり、1976年に両艦とも退役した。
退役後もモスボール保管されていた艦があったが、1990年代前半までにほとんどが解体処分された。「レキシントン」 (CVS-16) は1962年に「アンティータム」から練習空母の任務を引き継ぎ、その後航空機発着練習艦 (AVT-16) に艦種変更され、1991年に退役するまで48年間にわたり使用された。「レキシントン」はエセックス級のなかで最も長く運用された艦である。
「オリスカニー」は、人工漁礁として利用するため2006年5月17日にフロリダ沖メキシコ湾で海没処置された。「グレート・キャリア・リーフ」と呼ばれ、人気のダイビングスポットとなっている。
現在、「ヨークタウン」 (CVS-10) 、「イントレピッド」 (CVS-11) 、「ホーネット」 (CVS-12) および「レキシントン」が記念館として保存されている。特に「イントレピッド」はニューヨーク市マンハッタンでイントレピッド海上航空宇宙博物館として公開され、多くの観光客を集める観光名所となっている。

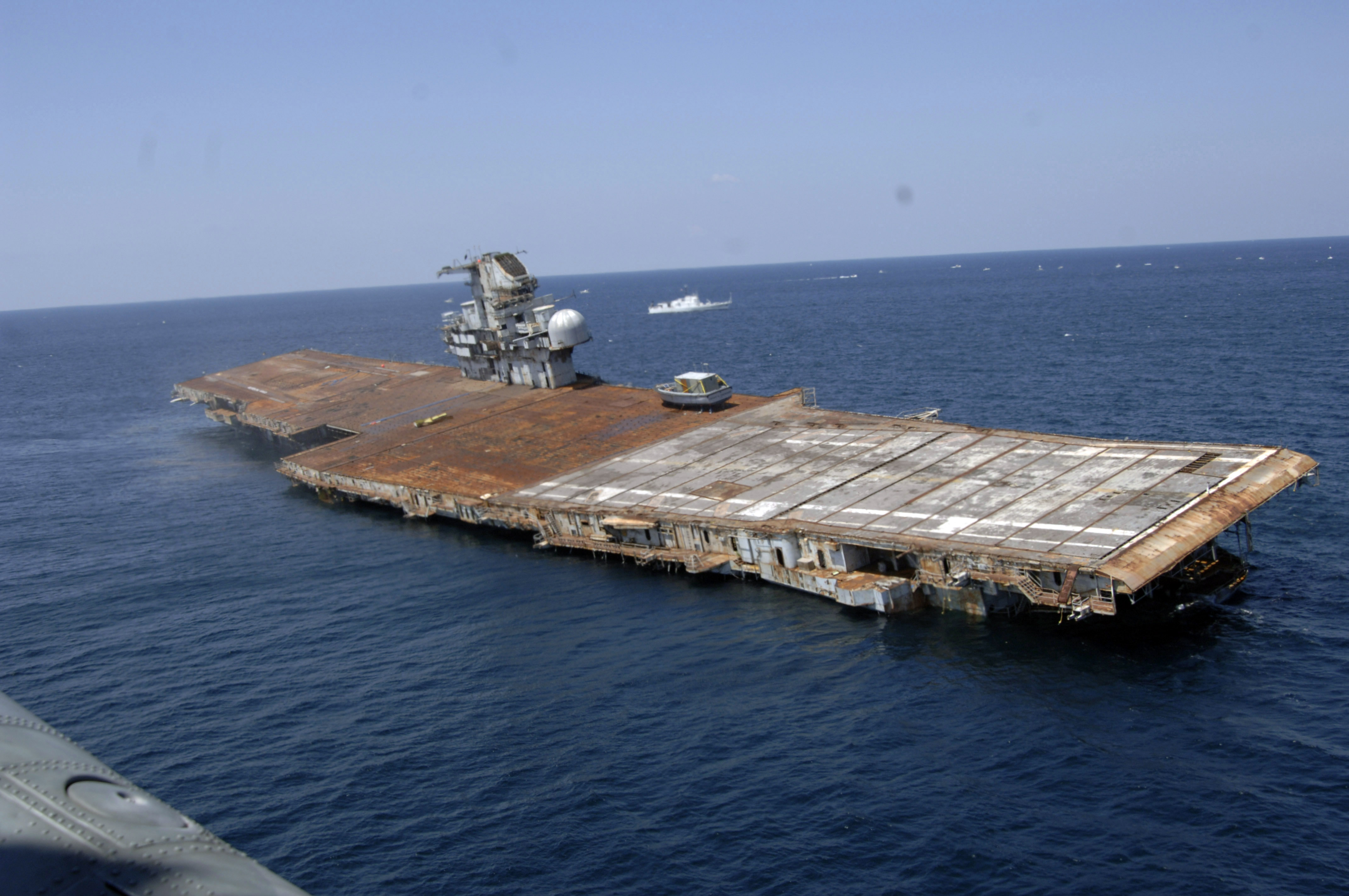
2006年5月17日、海没処分される「オリスカニー」
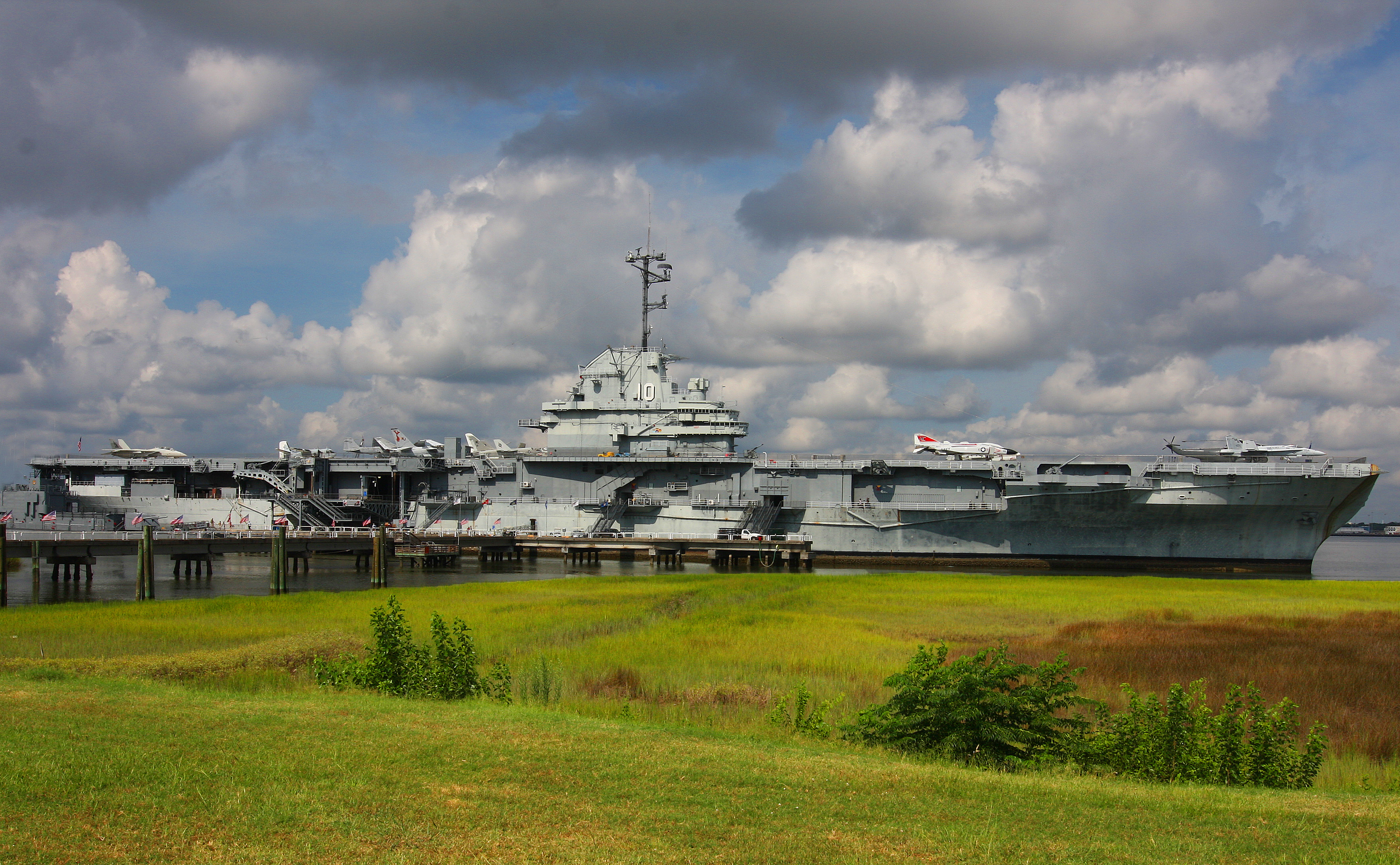
保存されている「ヨークタウン」
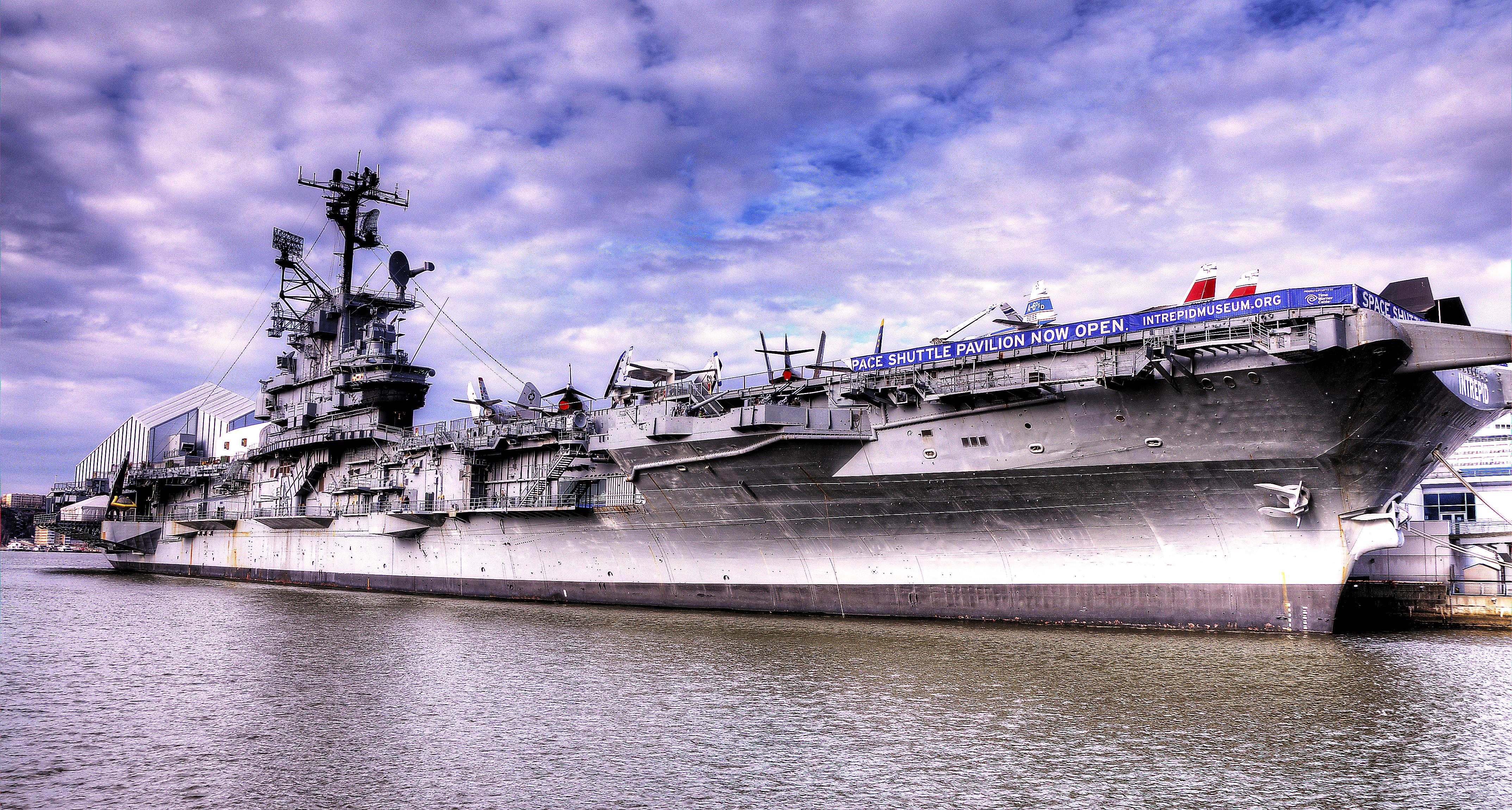
同じく「イントレピッド」
同じく「ホーネット」
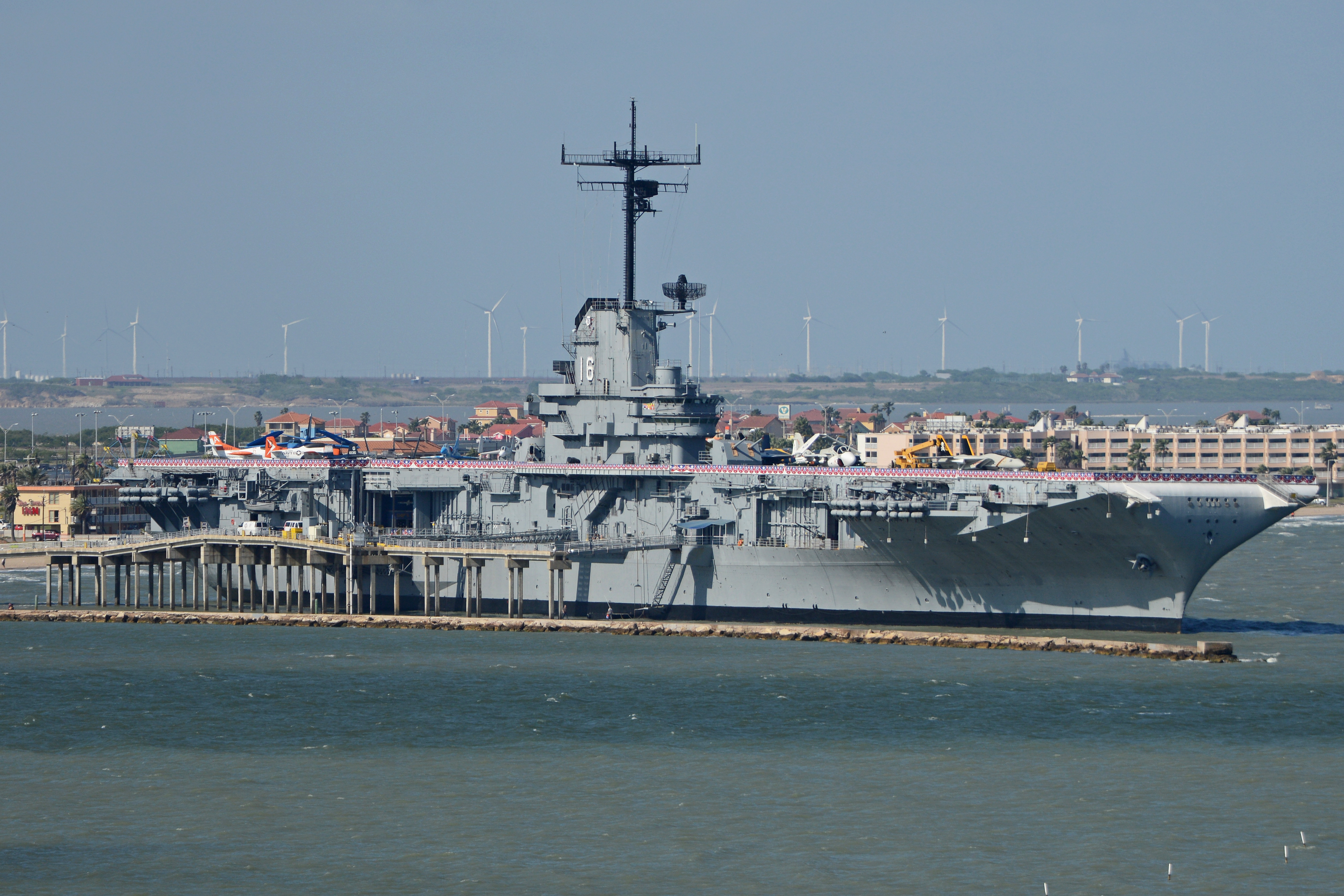
同じく「レキシントン」

#### 映画への出演
70年代以降二線級ないしは記念艦に回されていたエセックス級空母は、他の現用空母と違い第二次世界大戦型の空母だったので映画の撮影に多用された。エセックス級の前級であるヨークタウン級の他、日本海軍の空母「赤城」なども演じた。

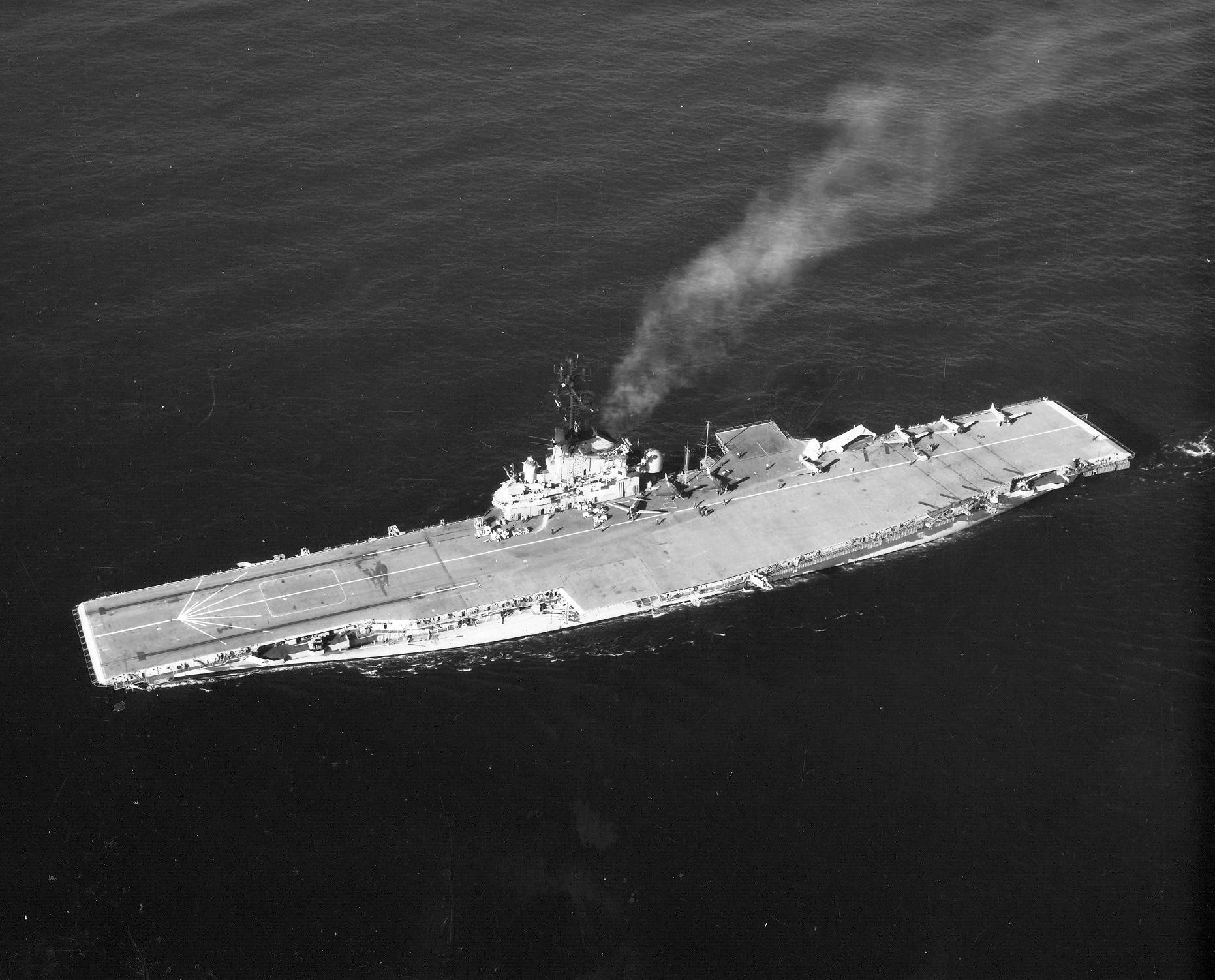
映画『トラ・トラ・トラ!』の撮影の際に空母「赤城」役として用いられた際の「ヨークタウン」
飛行甲板の標識は日本海軍空母に倣って描き替えられ、前部には日本海軍空母の特徴の一つである風向標識が描かれている。
1968年12月2日の撮影

変わった例では、解体直前の「ヴァリー・フォージ」がSF映画『サイレント・ランニング』の撮影において宇宙船のセットとして使用された。

#### 宇宙開発への貢献

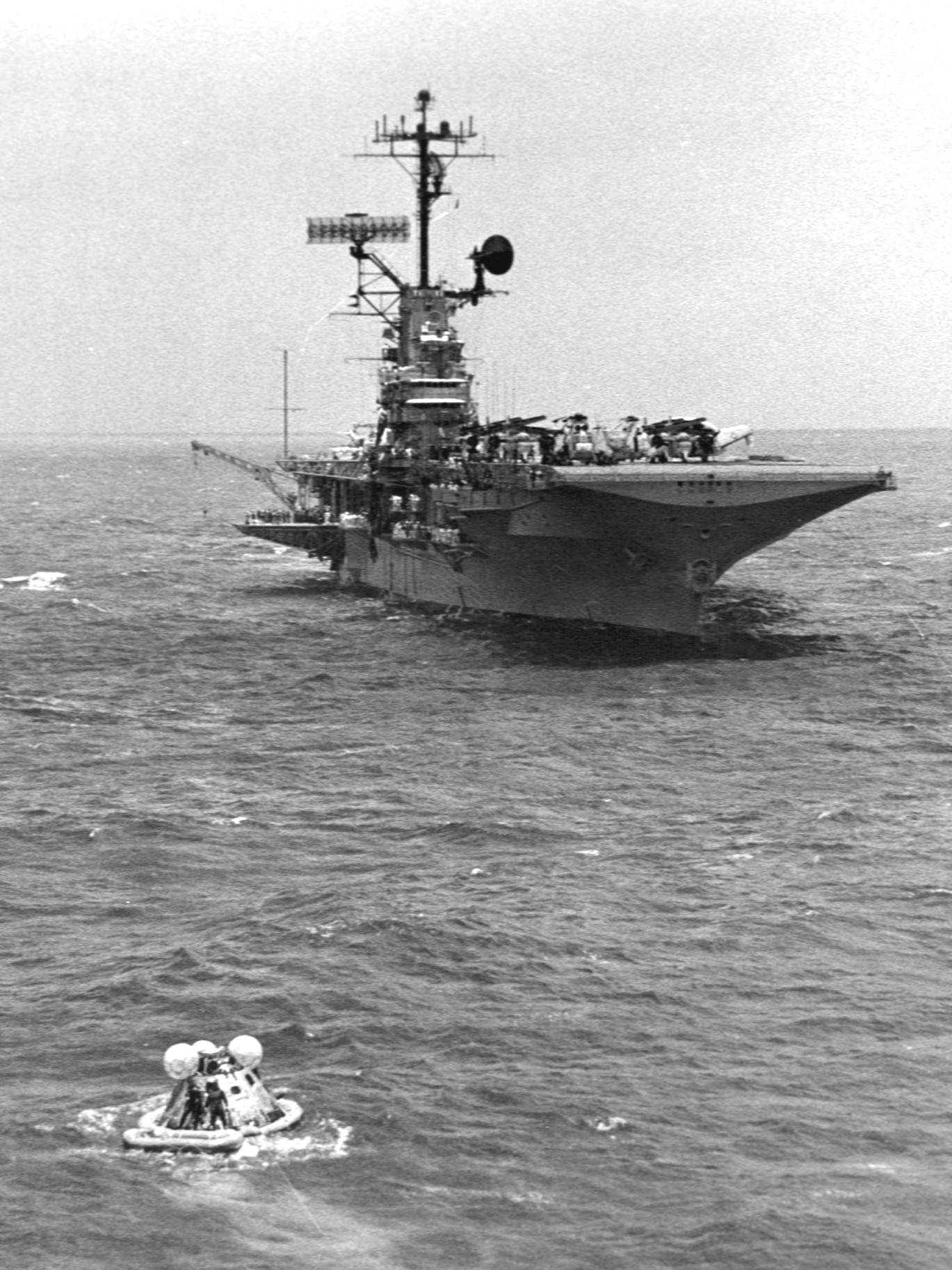
1969年7月24日、アポロ11号を回収する「ホーネット」

エセックス級は大きな格納庫をもちヘリコプターも運用でき、60年代には二線級に回されていたことから、着水した宇宙船の回収に多用された。
| 年月日          | 艦名                   | 計画名           | 任務                                    | 註                       |
| --------------- | ---------------------- | ---------------- | --------------------------------------- | ------------------------ |
| 1960年 12月19日 | ヴァリー・フォージ     | マーキュリー計画 | マーキュリー・レッドストーン1A号 (MR1A) | 無人試験飛行             |
| 1961年 5月5日   | レイク・シャンプレイン | マーキュリー計画 | マーキュリー・レッドストーン3号         | アメリカ初の有人宇宙飛行 |
| 1961年 7月22日  | ランドルフ             | マーキュリー計画 | マーキュリー・レッドストーン4号         | 宇宙船本体は水没         |
| 1962年 2月20日  | ランドルフ             | マーキュリー計画 | マーキュリー・アトラス6号               |                          |
| 1962年 5月24日  | イントレピッド         | マーキュリー計画 | マーキュリー・アトラス7号               |                          |
| 1962年 10月3日  | キアサージ             | マーキュリー計画 | マーキュリー・アトラス8号               |                          |
| 1963年 5月16日  | キアサージ             | マーキュリー計画 | マーキュリー・アトラス9号               |                          |
| 1965年 1月19日  | レイク・シャンプレイン | ジェミニ計画     | ジェミニ2号                             | 無人試験飛行             |
| 1965年 3月23日  | イントレピッド         | ジェミニ計画     | ジェミニ3号                             |                          |
| 1965年 6月7日   | ワスプ                 | ジェミニ計画     | ジェミニ4号                             |                          |
| 1965年 8月29日  | レイク・シャンプレイン | ジェミニ計画     | ジェミニ5号                             |                          |
| 1965年 12月16日 | ワスプ                 | ジェミニ計画     | ジェミニ6A号                            | ジェミニ7号と同時飛行    |
| 1965年 12月18日 | ワスプ                 | ジェミニ計画     | ジェミニ7号                             | ジェミニ6A号と同時飛行   |
| 1966年 2月26日  | ボクサー               | アポロ計画       | AS-201                                  | 無人試験飛行             |
| 1966年 6月6日   | ワスプ                 | ジェミニ計画     | ジェミニ9A号                            |                          |
| 1966年 8月25日  | ホ―ネット              | アポロ計画       | AS-202（アポロ3号）                     | 無人試験飛行             |
| 1966年 11月15日 | ワスプ                 | ジェミニ計画     | ジェミニ12号                            |                          |
| 1967年 11月9日  | ベニントン             | アポロ計画       | アポロ4号                               | 無人試験飛行             |
| 1968年 10月22日 | エセックス             | アポロ計画       | アポロ7号                               | アポロ計画初の有人飛行   |
| 1968年 12月27日 | ヨークタウン           | アポロ計画       | アポロ8号                               | 初の有人月周回飛行       |
| 1969年 5月26日  | プリンストン           | アポロ計画       | アポロ10号                              |                          |
| 1969年 7月24日  | ホ―ネット              | アポロ計画       | アポロ11号                              | 初の月面着陸             |
| 1969年 11月24日 | ホ―ネット              | アポロ計画       | アポロ12号                              |                          |
| 1972年 4月27日  | タイコンデロガ         | アポロ計画       | アポロ16号                              |                          |
| 1972年 12月19日 | タイコンデロガ         | アポロ計画       | アポロ17号                              | アポロ計画最後の月面着陸 |
| 1973年 6月22日  | タイコンデロガ         | スカイラブ計画   | スカイラブ2号                           |                          |

## 同型艦
| Essex class aircraft carrier | Essex class aircraft carrier              | Essex class aircraft carrier | Essex class aircraft carrier | Essex class aircraft carrier | Essex class aircraft carrier | Essex class aircraft carrier | Essex class aircraft carrier | Essex class aircraft carrier | Essex class aircraft carrier                                                                                  |
| Hull No.                     | 艦名                                      | 建造                         | 発注                         | 起工                         | 進水                         | 就役                         | 退役                         | 除籍                         | その後 |
| ---------------------------- | ----------------------------------------- | ---------------------------- | ---------------------------- | ---------------------------- | ---------------------------- | ---------------------------- | ---------------------------- | ---------------------------- | --- |
| CV-9                         | エセックス USS Essex                      | NNS                          | 1940年 7月3日                | 1941年 4月28日               | 1942年 7月31日               | 1942年 12月31日              | 1969年 6月30日               | 1973年 6月1日                | 1975年6月にスクラップとして売却され、 ニュージャージー州カーニーにおいて解体                                  |
| CV-10                        | ヨークタウン USS Yorktown                 | NNS                          | 1940年 7月3日                | 1941年 12月1日               | 1943年 1月21日               | 1943年 4月15日               | 1970年 6月27日               | 1973年 6月1日                | 1975年以降サウスカロライナ州チャールストンにおいて 記念艦として現存                                           |
| CV-11                        | イントレピッド USS Intrepid               | NNS                          | 1940年 7月3日                | 1941年 12月1日               | 1943年 4月26日               | 1943年 8月16日               | 1974年 3月15日               | 1982年 2月23日               | 1982年以降ニューヨーク州ニューヨークにおいて 記念艦として現存                                                 |
| CV-12                        | ホーネット USS Hornet                     | NNS                          | 1940年 9月9日                | 1942年 8月3日                | 1943年 8月30日               | 1943年 11月29日              | 1970年 6月26日               | 1989年 7月25日               | 1998年以降カリフォルニア州アラメダにおいて 記念艦として現存                                                   |
| CV-13                        | フランクリン USS Franklin                 | NNS                          | 1940年 9月9日                | 1942年 12月7日               | 1943年 10月14日              | 1944年 1月31日               | 1947年 2月17日               | 1964年 10月1日               | 1966年8月にスクラップとして売却され、 バージニア州チェサピークにおいて解体                                    |
| CV-14                        | タイコンデロガ USS Ticonderoga            | NNS                          | 1940年 9月9日                | 1943年 2月1日                | 1944年 2月7日                | 1944年 5月8日                | 1973年 9月1日                | 1973年 11月16日              | 1975年9月にスクラップとして売却され解体                                                                       |
| CV-15                        | ランドルフ USS Randolph                   | NNS                          | 1940年 9月9日                | 1943年 5月10日               | 1944年 6月28日               | 1944年 10月9日               | 1969年 2月13日               | 1973年 6月1日                | 1975年5月にスクラップとして売却され、 ニュージャージー州カーニーにおいて解体                                  |
| CV-16                        | レキシントン USS Lexington                | FRSY                         | 1940年 9月9日                | 1941年 7月15日               | 1942年 9月23日               | 1943年 2月17日               | 1991年 11月8日               | 1991年 11月8日               | 1992年以降テキサス州コーパスクリスティにおいて 記念艦として現存                                               |
| CV-17                        | バンカー・ヒル USS Bunker Hill            | FRSY                         | 1940年 9月9日                | 1941年 9月15日               | 1942年 12月7日               | 1943年 5月24日               | 1947年 1月9日                | 1966年 11月1日               | 1975年5月にオレゴン州の ジデル・エクスプロレーションズ社に売却され解体                                        |
| CV-18                        | ワスプ USS Wasp                           | FRSY                         | 1940年 9月9日                | 1942年 3月18日               | 1943年 8月17日               | 1943年 11月24日              | 1972年 7月1日                | 1972年 7月1日                | 1973年5月にニューヨーク州ニューヨークの ユニオン・ミネラルズ・アンド・アロイ社に スクラップとして売却され解体 |
| CV-19                        | ハンコック USS Hancock                    | FRSY                         | 1940年 9月9日                | 1943年 1月26日               | 1944年 1月24日               | 1944年 4月15日               | 1976年 1月30日               | 1976年 1月31日               | 1976年9月にスクラップとして売却され、 カリフォルニア州ロサンゼルスにおいて解体                                |
| CV-20                        | ベニントン USS Bennington                 | BNY                          | 1941年 12月15日              | 1942年 12月15日              | 1944年 2月28日               | 1944年 8月6日                | 1970年 1月15日               | 1989年 9月20日               | 1994年1月にインドにおいて解体                                                                                 |
| CV-21                        | ボクサー USS Boxer                        | NNS                          | 1941年 12月15日              | 1943年 9月13日               | 1944年 12月14日              | 1945年 4月16日               | 1969年 12月1日               | 1969年 12月1日               | 1971年2月に解体                                                                                               |
| CV-31                        | ボノム・リシャール USS Bon Homme Richard  | BNY                          | 1942年 8月7日                | 1943年 2月1日                | 1944年 4月29日               | 1944年 11月26日              | 1971年 7月2日                | 1989年 9月20日               | 1992年3月に カリフォルニア州サンペドロにおいて解体                                                            |
| CV-32                        | レイテ USS Leyte                          | NNS                          | 1942年 8月7日                | 1944年 2月21日               | 1945年 8月23日               | 1946年 4月11日               | 1959年 5月15日               | 1969年 6月1日                | 1970年3月に バージニア州チェサピークにおいて解体                                                              |
| CV-33                        | キアサージ USS Kearsarge                  | BNY                          | 1942年 8月7日                | 1944年 3月1日                | 1945年 5月5日                | 1946年 3月2日                | 1970年 2月13日               | 1973年 5月1日                | 1974年2月に解体                                                                                               |
| CV-34                        | オリスカニー USS Oriskany                 | BNY                          | 1942年 8月7日                | 1944年 5月1日                | 1945年 10月13日              | 1950年 9月25日               | 1976年 9月30日               | 1989年 7月25日               | 2006年5月以降メキシコ湾において人工漁礁化                                                                     |
| CV-35                        | レプライザル USS Reprisal                 | BNY                          | 1942年 8月7日                | 1944年 7月1日                | 1945年8月12日 建造中止       | 1945年8月12日 建造中止       | 1945年8月12日 建造中止       | 1945年8月12日 建造中止       | 1945年8月12日 建造中止                                                                                        |
| CV-36                        | アンティータム USS Antietam               | PNY                          | 1942年 8月7日                | 1943年 3月15日               | 1944年 8月20日               | 1945年 1月28日               | 1963年 5月8日                | 1973年 5月1日                | 1974年2月に売却され解体                                                                                       |
| CV-37                        | プリンストン USS Princeton                | PNY                          | 1942年 8月7日                | 1943年 9月14日               | 1945年 7月8日                | 1945年 11月18日              | 1970年 1月30日               | 1970年 1月30日               | 1971年5月に解体                                                                                               |
| CV-38                        | シャングリラ USS Shangri-la               | NNY                          | 1942年 8月7日                | 1943年 1月15日               | 1944年 2月24日               | 1944年 9月15日               | 1971年 7月30日               | 1982年 7月15日               | 1988年8月に台湾において解体                                                                                   |
| CV-39                        | レイク・シャンプレイン USS Lake Champlain | NNY                          | 1942年 8月7日                | 1943年 3月15日               | 1944年 11月2日               | 1945年 6月3日                | 1966年 5月2日                | 1969年 12月1日               | 1972年4月に解体                                                                                               |
| CV-40                        | タラワ USS Tarawa                         | NNY                          | 1942年 8月7日                | 1944年 3月1日                | 1945年 5月12日               | 1945年 12月8日               | 1960年 5月13日               | 1967年 6月1日                | 1968年10月に売却され解体                                                                                      |
| CV-45                        | ヴァリー・フォージ USS Valley Forge       | PNY                          | 1943年 6月14日               | 1943年 9月14日               | 1945年 7月8日                | 1946年 11月3日               | 1970年 1月15日               | 1970年 1月15日               | 1971年10月にカリフォルニア州ビバリーヒルズの ニコライ・ジョフル株式会社に売却され解体                         |
| CV-46                        | イオー・ジマ USS Iwo Jima                 | NSD                          | 1943年 6月14日               | 1945年 1月29日               | 1945年8月12日 建造中止       | 1945年8月12日 建造中止       | 1945年8月12日 建造中止       | 1945年8月12日 建造中止       | 1945年8月12日 建造中止                                                                                        |
| CV-47                        | フィリピン・シー USS Philippine Sea       | FRSY                         | 1943年 6月14日               | 1944年 8月19日               | 1945年 9月5日                | 1946年 5月11日               | 1958年 12月28日              | 1969年 12月1日               | 1971年3月に売却され解体                                                                                       |
| CV-50                        | 1945年3月 計画中止                        | 1945年3月 計画中止           | 1945年3月 計画中止           | 1945年3月 計画中止           | 1945年3月 計画中止           | 1945年3月 計画中止           | 1945年3月 計画中止           | 1945年3月 計画中止           | 1945年3月 計画中止                                                                                            |
| CV-51                        | 1945年3月 計画中止                        | 1945年3月 計画中止           | 1945年3月 計画中止           | 1945年3月 計画中止           | 1945年3月 計画中止           | 1945年3月 計画中止           | 1945年3月 計画中止           | 1945年3月 計画中止           | 1945年3月 計画中止                                                                                            |
| CV-52                        | 1945年3月 計画中止                        | 1945年3月 計画中止           | 1945年3月 計画中止           | 1945年3月 計画中止           | 1945年3月 計画中止           | 1945年3月 計画中止           | 1945年3月 計画中止           | 1945年3月 計画中止           | 1945年3月 計画中止                                                                                            |
| CV-53                        | 1945年3月 計画中止                        | 1945年3月 計画中止           | 1945年3月 計画中止           | 1945年3月 計画中止           | 1945年3月 計画中止           | 1945年3月 計画中止           | 1945年3月 計画中止           | 1945年3月 計画中止           | 1945年3月 計画中止                                                                                            |
| CV-54                        | 1945年3月 計画中止                        | 1945年3月 計画中止           | 1945年3月 計画中止           | 1945年3月 計画中止           | 1945年3月 計画中止           | 1945年3月 計画中止           | 1945年3月 計画中止           | 1945年3月 計画中止           | 1945年3月 計画中止                                                                                            |
| CV-55                        | 1945年3月 計画中止                        | 1945年3月 計画中止           | 1945年3月 計画中止           | 1945年3月 計画中止           | 1945年3月 計画中止           | 1945年3月 計画中止           | 1945年3月 計画中止           | 1945年3月 計画中止           | 1945年3月 計画中止                                                                                            |

### ハルナンバーと就役順
アメリカ海軍艦艇のハルナンバー（艦番号）は、造船所への発注時に造船所ごとにまとめて割り振られるもので、日本海軍で就役順に同型艦の「第X番艦」と数えるのとは全く違う概念である。CV-9からCV-15はニューポート・ニューズ造船所への発注分（第二次海軍拡張法による1隻と第三次海軍拡張法による2隻を1940年7月に発注、両洋艦隊法による4隻を同年9月に発注）に、CV-16からCV-19はベスレヘム・スチール株式会社への発注分（両洋艦隊法による4隻を1940年9月に発注）に割り当てられ、真珠湾攻撃の8日後にブルックリン海軍工廠とニューポート・ニューズ造船所に発注された分には、それぞれCV-20とCV-21が当てられた。そのため、エセックス級空母の就役順（日本海軍艦艇の「第X番艦」に相当）は、ハルナンバーの順と異なっている。

## 登場作品

### 映画
『第七機動部隊』（1952年）
『不沈母艦サラトガ』（1956年）
『トコリの橋』（1954年）
架空の空母「サヴォ号」役でオリスカニーが登場した。主人公たちの母艦で朝鮮戦争に参加しているほか、中盤で横須賀港に寄港する。
撮影には、アメリカ海軍の全面協力で実物が使用されており、実際の艦内の様子のほか、艦載機の発着艦シーンなどが映されている。
『トラ・トラ・トラ!』（1970年）
ヨークタウンがアメリカ海軍の空母エンタープライズ役や日本海軍の空母赤城役で出演。
撮影には、飛行甲板の標識が日本海軍のそれに描きなおされた上で赤城に扮して米国製練習機のT-6 テキサンやバルティBT-13を改造したプロップ機による攻撃部隊の真珠湾への出撃（発艦）シーンの撮影に使用された他、空母エンタープライズにも扮し、同艦搭載の艦上機による急降下爆撃訓練シーンと日本軍による空襲が終わった直後の真珠湾への同艦の帰投シーンの撮影が行なわれた。
劇中で日本海軍の下士官が部下のパイロット達に対して艦影の描かれたパネルを見せ、その艦種を言い当てさせる訓練をする場面がある。この中で、あるパネルを見せた時に部下が即座にエンタープライズと答えるが、下士官は「ばかもん、赤城だ、自分たちの旗艦だぞ!」と叱るシーンがある。この時パネルに描かれていたシルエットは、実際の空母赤城とはまったく異なる艦形で、実は撮影で赤城として使用されたアメリカ海軍のエセックス級空母のシルエットが描かれていた。そのため、作中では「間違えている」というシーンであるが実際においては正しい、という転倒した表現のシーンとなっている。これは後に実際に画面中に登場する艦のシルエットと合わせることで、劇中においては矛盾を生じさせない（ここでパネルの絵として登場する艦影と後のシーンで登場する実際の艦影が異なると、観客が混乱してしまう）ための処置である。
なお、一部の媒体ではレキシントンが撮影に使用されたとするが、これは誤りである。
『サイレント・ランニング』（1972年）
スクラップ直前のヴァリー・フォージが宇宙貨物船のセットとして使用された。
映画に登場する宇宙貨物船は撮影現場に因んでヴァリー・フォージと命名された。
『ミッドウェイ』（1976年）
「レキシントン」がアメリカ海軍空母ヨークタウン級航空母艦3隻を演じた。実機のF4F ワイルドキャットなどを発着艦させている。
『奇蹟の輝き』（1998年）
メア・アイランドのドックで錆び付き状態が悪化していたオリスカニーが、地獄の表現として撮影に使用された。
『パール・ハーバー』（2001年）
レキシントンが日本海軍空母赤城及びアメリカ海軍空母ホーネットを演じ、米空母が「赤城役」となった例は姉妹艦のヨークタウンに続き2隻目である。今作では赤城の左側艦橋を再現するため、わざわざ艦の前後を逆にして発艦シーンを撮影している（カメラワークと組み合わせてアングルド・デッキが目立たなくなるという効果もあった）。
『アイ・アム・レジェンド』（2007年）
博物館船時代のイントレピッドが登場。ウイルス感染により廃墟と化したニューヨークで生活する主人公が、飛行甲板でゴルフの練習をする。撮影は実際の艦上で行われている。

### テレビドラマ
『フロム・ジ・アース/人類、月に立つ』

### 小説
『征途』
太平洋戦争後に日本が分断国家となった世界にて、アメリカから供与されたエセックス級という設定の海上自衛隊所属の航空護衛艦（空母）「あかぎ」と「かが」が登場する。ベトナム戦争時には「あかぎ」が呉でオーバーホールを受けており、「かが」は航空護衛艦「かつらぎ」と共にヴェトナム戦争に派遣されている。
ただし劇中では艦自体は描写されず、「かが」所属のF7UJカットラスとA4EJスカイホークのみが登場する。
『地球0年』
矢野徹の小説。「プリンストン」と「ホーネット」が登場。第三次世界大戦後に自衛隊の指揮下に置かれ、核戦争で崩壊したアメリカへの救援に向かう陸上自衛隊カリフォルニア派遣師団を輸送船団とともに輸送する。しかし「ホーネット」は途中でソ連海軍原子力潜水艦「トルパーチ」の核魚雷の攻撃で轟沈。「プリンストン」は米本土のユーレカに派遣師団を上陸させた後、ユーレカ沖で国籍不明の潜水艦から攻撃を受けて沈没する。
『ニセコ要塞1986』
「レキシントン」が登場。IBM軍総本部の置かれている「IBM艦隊」において、IBM軍の各戦線に供給される各種航空機の中継基地として用いられている。
『パラレルワールド大戦争』
豊田有恒の小説。「ワスプ」が登場。物語終盤、松代大本営跡に生じたタイムトンネルを通じて1945年の日本に介入した自衛隊が鹵獲し、改造でサイドワインダー・ミサイルを装備した紫電改などを搭載して日本海軍の戦力となる。